# CLAYMOREの登場人物
CLAYMOREの登場人物（クレイモアのとうじょうじんぶつ）では、八木教広の漫画作品並びにこれを原作としたアニメ作品である『CLAYMORE』に登場する人物について記述する。
声はテレビアニメ版の声優。

## 主要人物

### クレア
声 - 桑島法子
身長170cm 右利き 攻撃型
本作の主人公。組織の150期、前世代のNo.47（最下位）のクレイモア。本人の希望と「素質に恵まれた戦士の血肉を他の戦士に継承させ、強さの永続性を計る」という実験により、妖魔では無くNo.1クレイモア、テレサの血肉を取り込んだ「特殊体」。また、唯一、自分の意志でクレイモアになった戦士(後述)。無口で仏頂面のため冷静かつ冷淡な性格に思われがちだが、内に秘める感情は情熱的で起伏が激しい。集団行動を好まず、独断専行が目立つが、それは被害を最小限に食い止めようとする彼女なりの判断による行動である。本来は優しい性格なのだが、普段の無表情と口数の少なさゆえに周囲には近寄り難い印象を与えている。
技能
半人半妖の血肉を取り込んだ事で妖魔の血肉が薄く、平均的な戦士より運動能力が劣る。しかし妖気の感知能力は高く、テレサほどではないが相手の妖気の流れから動きを先読みできる。作中初期は妖気の感知能力以外に秀でた点はなく、ナンバー相応の実力しか持たなかった。しかし、ラボナでの戦いで半覚醒したこと、イレーネの右腕を授かり不完全ながらも「高速剣」を習得したこと、北の戦乱後の7年間の鍛錬などにより着実に力を付け、戦士としてナンバー上位に位置する戦闘能力を身につけた。
高速剣はイレーネの右腕で放つが、クレア本人の地力がイレーネに劣ることに加え、気性が高速剣に不向きなため、イレーネのそれに比べ威力、剣速、持続時間、即応性などが劣る（左腕で放つ場合、威力と剣速はさらに落ちる） 。しかしその一方で、高い妖気の感知能力と連動させ、特定の対象のみを狙う（または避ける）高速剣を編み出し、攻撃対象を選別できないという高速剣の弱点の克服に成功した。さらに七年間の鍛錬の成果があって基礎身体能力が向上したことでカサンドラとの闘いの中ではイレーネと同等の高速剣を放った。
北の戦乱後は組織から逃れるために妖力を抑え続け、妖気を完全に封じ込めた。それ故、妖力解放を要する高速剣を禁じ手とし、それに替わる戦力としてフローラの特技「風斬り」を体得した。
ラファエラの記憶と感情を受け継いだ影響により、ラファエラの闘い方（身体の周囲に妖気の膜を張ることで視界から外れた動きまで正確に感知するほか、蹴りをはじめとした体術を組み合わせる戦い方）も可能となった。
主な経歴
幼少の頃に兄に化けた妖魔に家族を殺され、自身も殺されかける。村から放逐され、さらに別の妖魔に奴隷として囚われ虐待を受け続けたことが原因で失声症に陥り、生きる希望も気力も失っていたが、その後、偶然知り合ったテレサに妖魔が退治されたことで救われる。そのため、テレサの死後に彼女を殺した覚醒者プリシラを討つために自らの意志でクレイモアになった。訓練生時代は運動能力の低さゆえに大剣をまともに振れなかったが、それを克服、最終試験を通り印を受ける。
物語開始の舞台となった村の妖魔退治の任務でラキと出会い、その境遇が幼い頃の自分と似ていたことから親近感を覚え旅を共にし、聖都ラボナでの戦いを経て絆を深め、互いに好意を抱くようになる。その後、自身初の覚醒者討伐の任務でミリア・ヘレン・デネヴと出会い、当初は侮られていたが、任務終了時には互いの実力を認め再会を誓う。ゴナールの町での任務で暴走したオフィーリアからラキを逃がすために別れ、そこでかつてのNo.2イレーネに命を救われ、彼女の得意技「高速剣」と、戦闘で失った右腕の代わりとしてイレーネの右腕を授けられる。その後、覚醒したオフィーリアや深淵の者との戦いを切り抜け、ラキの行方を追って北の地アルフォンスの覚醒者狩りに参加する。覚醒者狩りではミリアを救うため、四肢のみを完全覚醒させリガルドに勝利するも覚醒の限界を超え、ジーンの命懸けの妖気同調により救助される。この経験はクレアの深層意識に楔として残ることとなる。
北の戦乱を生き延びた後は、同じく生き延びた戦士たちと共に身を隠し、鍛錬を重ねつつラキの行方を捜していた。北の戦乱から7年後、北の地でラキの痕跡を見つけ南下を決意する。南下の途中リフルと出会い、組織の現状を聞き出した後仲間とともにラボナに現れた。その後はラキと再会するためユマ、シンシアと共に西の地へと向かい、リフルの根城でルシエラ×ラファエラと接触、精神世界でラファエラと戦い、彼女の記憶と感情を受け継いだ。その影響で以前にはなかったはずのアリシアとベスの記憶があり、直後のルシエラ×ラファエラの断片との戦闘では断片の特性も知っていた。2度目の断片放出の際にプリシラと対峙し、プリシラを倒すため2度目の四肢の完全覚醒を試みるが、過去にジーンが命を懸けてそこから救ってくれたことから、自分でも気付かない程の深層意識で覚醒を引き戻してしまい、失敗。その後ルシエラ×ラファエラが完全覚醒してしまい、一瞬のうちに飲み込まれてしまう。ルシエラ×ラファエラとクレアとの融合体はさらにプリシラを封印するような形で融合してしまうが、ラキの呼びかけにより融合体から分離、7年ぶりにラキと再会する。
その後はミリア達や覚醒者達と共闘しつつ、新たなる深淵の者であるカサンドラと戦闘。その際に、カサンドラから突如出現したプリシラの分身を見事討ち取った。そして自我の戻ったカサンドラをプリシラにぶつけることを改めて提案。プリシラに切り捨てられたラキの手当てをした後、自らも戦線に加わる。この頃には仲間やラキと共に生きたいと思うようになっており、また自身が強くなったことによりプリシラとの圧倒的な実力差を認識してしまい、心が折れかけてしまうがデネヴの言葉で再起。ラキの協力のもと、プリシラに高速剣を放ち勝利する。
それでも生きていたプリシラを前に再度覚醒を試み、自身がラファエラやベスの役割を担い、テレサの意識を呼び覚ますことに成功する。テレサが目覚めている間は妖気の制御に徹し、プリシラに勝利したテレサを、幼少期の姿（精神内）で泣きじゃくりながらも笑顔で見送る。
プリシラ戦後は、ラキと共にイレーネのもとを訪れる。
アニメでの設定
北の戦乱の後、半覚醒した状態でプリシラと相対するが圧倒され、覚醒寸前まで妖力解放を行ってようやく追い詰めるが、プリシラの首を刎ねる直前にラキに制止され、直後に原作同様ジーンによって引き戻される。その後は組織を離反し、ラキと共に旅に出た。

### ラキ
声 - 高城元気
妖魔に家族を殺され、クレアに助けられた少年。それ以後クレアに同行するようになる。優しい性格で、料理が得意。命を救われた恩義と恋慕の両方から、命に代えてもクレアを守りたいと思っているが、クレイモアであるクレアにとって自分はむしろ足手纏いにしかならないことを歯痒く感じている。性格などに問題を抱える登場人物の中で数少ない純粋な常識人。
主な経歴
クレアが斬殺した妖魔が兄のザキ（声：石田彰）に化けていたため、自身も疑われ、故郷の村ドガから放逐されてしまう。その後、クレアに拾われ、姉弟を装うなどで共に旅をするようになる。オフィーリアの暴走によりクレアと別れた後、奴隷商人に捕まって北の地に送られ、そこで深淵の者イースレイと、クレアの宿敵であるプリシラと出会う。プリシラに懐かれたことからイースレイの元に引き取られ、イースレイに剣技を教わる。
イースレイからプリシラを託された後はクレアを探して各地を旅し、クレア達がラボナを訪れる1年前にはラボナを訪れシドらと再会している。人として優れた戦士に成長しており、7年後に再び故郷の村に戻った時には並みの妖魔程度なら単独でも討伐出来るほどの戦闘力を得ていた（剣技だけでなく身体能力も高くなっており、帰還時に故郷で倒した妖魔には「まるでクレイモアだ」と評された）。少年時代はラボナの長剣を持っていたが、成人後は両刃の大剣を持っている。体格は、ただの人間が半人半妖の戦士のような戦い方をしていればなるような筋肉のつき方をしているという。
プリシラが妖魔と同じように人間を食べる事も知っているが、クレアが自分を拾ってくれた事に倣って彼女と行動を共にしている。
ルシエラ×ラファエラの断片射出の際、小型の断片を左肩に受けるが、プリシラが自身の左腕を切断してその肉片を背中に埋め込んだため肉体を浸食されずにいた。それに興味を示したダーエら組織に捕まってしまうが、戦士たちによる組織への反乱の騒動の中、訓練生たちと共に脱出した。この時、組織の人間と間違われて双子の戦士と戦い「相手が人間ならば、あいつはだれにも負けない」と評された。
その後、ミリアたちと共にラボナへ向い、ルシエラ×ラファエラ、クレア、プリシラの融合体へ呼びかけることでクレアを解き放つことに成功、クレアと再会する。クレアからプリシラのことを、クロノスからイースレイのことを聞き、その時に「プリシラに対する、この中でだれよりも強い刃となるかもしれない」という言葉を受け、単身プリシラに挑むも切り捨てられる。その後プリシラは戦士や覚醒者と交戦し、ラキのことが完全に意識から無くなっていたところを背後から強襲、そこに一瞬の隙が生まれ、クレアの高速剣を呼び込んだ。それでも生きていたプリシラに対峙するテレサに、自分とプリシラの関係や、プリシラが深層意識では死を望んでいることを伝える。
プリシラ戦後、クレアと共にイレーネのもとを訪れる。
アニメでの設定
クレアを探すために自分で北の地に向かい、ピエタでクレアと再会を果たした。

## クレイモア

### ミリア隊
「北の戦乱」を生き延びたクレアと同世代の戦士。隊長はミリア。
ミリア
声 - 井上喜久子
身長175cm 右利き 攻撃型
組織の127期、No.6の戦士。責任感が強く統率力に富み、数回の覚醒者狩りを経験しているベテラン。初めて覚醒者討伐に参加したのはNo.17の頃。
No.8の頃に参加した覚醒者狩りにおいて、標的の正体が友人であるNo.6ヒルダであった事に気付き妖気が暴走、半覚醒状態となった。以後自分や友人を半人半妖の身にした組織への復讐を決意し、水面下で組織の内情を探り始め、大陸の各地に足を運んだ。そのため他の戦士よりも組織の内情に詳しい。また、組織に探りを入れた際には彼女に協力した者もいた。
パブロ山の任務では隊長としてクレア、デネヴ、ヘレンと覚醒者を倒し、自らと同じような境遇に陥っている（と思われる）3人と仲間の誓いを立て、再会を約束する。その後、北の戦乱で総隊長を務め最後まで戦い抜くも、覚醒者の軍勢に抗し切れず敗北した。事前に自分たちが捨て駒である事に気付いていたミリアは、全滅を装う策を戦士たちに授け、24人中、自身を含む7人が生き残った。
北の戦乱の後は、同じく生き延びた6人をまとめ7年間身を隠していたが、クレアに伴い、友と仲間の仇を討つべく南下する事を決意する。そしてラボナを訪れアガサを倒した後に組織の実態をクレア達に話す。しかしその後動けなくさせる程度にタバサを斬り捨て一人組織の本拠地へと向かった。組織に到着したミリアはオードリー、レイチェル、ニーナを含めた組織のほぼ全勢力と戦うことになったが、「戦士は誰一人殺さない」という志を貫き通した結果戦士たちはミリアの側につく。
復活したNo.1の3人との闘いではヒステリアと戦闘、ロクサーヌに泥仕合と評されるような闘いをするも辛勝。さらに覚醒したヒステリアとの戦闘も仲間の協力とロクサーヌ、カサンドラの闘いを利用することで勝利する。その後組織の長リムトの首を討ち取り組織の壊滅を達成させる。
組織壊滅後はクレア救出とプリシラ討伐のためラボナに帰還。クレア救出後はクロノスら覚醒者と手を組み打倒プリシラのため共闘するよう持ちかける。カサンドラやプリシラの圧倒的な強さを前にしても絶望せず、最後の時まで戦い続ける決意を持っている。
プリシラ戦後は、大陸に残る妖魔や覚醒者を全て討伐するべく、新世代の戦士たちを従えて旅立つ。その背にはタバサの剣を携え、自らの剣はタバサの墓標としている。
技能
瞬間的な妖力の急上昇により、超スピードを発揮する移動術「幻影」を得意とし、緩急をつけた移動で敵に残像を見せて翻弄する戦い方から「幻影のミリア」の異名を持つ。動きが雑になりやすく、妖力の急上昇による負担のために使用回数は限られるが、その移動速度は全戦士中随一。その技能と統率力の高さから、「集団戦ではNo.1以上の働きをする」と言われ、非常に聡明で仲間の戦士は元より敵である覚醒者たちからも能力の高さを指摘される。
北の戦乱後は組織から身を隠すべく妖力解放と共に幻影を封じ、脚力と身のこなしを鍛え上げて妖力解放無しでの高速移動術 「新・幻影」を体得した。従来の幻影ほどの速度は発揮できないが、敏捷性や持続性の低さという妖力に依存するがゆえの弱点が無く、より洗練された技となった。
ヒステリアとの闘いの中では苦肉の策として通常状態から妖力を急上昇させる通常の幻影とは違い妖力開放状態から限界点を超えた位置まで妖力を上昇させる「幻影を超えた幻影」を編み出す。純粋の速さではヒステリアに勝るが、動きの制御が難しい上に瞬間的にとはいえ限界点を超えるため多用は不能。ヒステリア曰く、吐き気がするほど醜い技らしい。
アニメでの設定
北の戦乱直後、プリシラを討とうとするクレアを追う。クレア発見後にプリシラと相対するが、返り討ちを受ける。その後に組織を離反し人に紛れて組織の謎を探る事を決意する。
デネヴ
声 - 武田華
身長175cm 右利き 防御型
組織の135期、No.15の戦士。毒舌家で常に冷めた態度を取るが、仲間に対し対抗意識が強く、ヘレンとは違った意味でトラブルメーカー。妖魔に殺された姉の仇討ちのためにクレイモアになるが、心の奥底で「死にたくない」という気持ちが勝ったため防御型の戦士になった。姉の仇討ちよりも保身の感情が勝っていたことに絶望し当初は自暴自棄な戦い方をしていたが、ヘレンの一言で救われ現在に至る。
防御型の戦士で元々回復力は高かったが、妖力解放の限界点を探っている時に半覚醒してしまった経験を持ち、その影響で超絶的な回復力を通常の戦闘で使いこなせるようになっている。基本的には技巧派の戦士であり堅実な戦い方をするが、時に回復力に任せた捨て身の攻撃も仕掛ける。
パブロ山での覚醒者狩りでミリア、ヘレン、クレアとチームを組む。ヘレン同様にクレアを見下していたが、任務終了後仲間の誓いを立て、生きて再会することを約束する。その後北の戦乱に参加し、小隊長のウンディーネと打ち解けたが、リガルドの攻撃から彼女を救えず、自分の力不足を痛感し強くなることを誓い、ウンディーネの形見の剣を手にし彼女同様に二刀流となる。
北の戦乱を辛くも生き延び、7年間身を隠しつつ鍛錬を重ねていたが、ミリアと同様に仲間の仇を討つべく南下を決意する。その後ヘレンが帰郷のため南に向かうとき、自分の故郷も近くにある為彼女に同行する。旅路の途中ディートリヒ達を助けた後、イースレイの姿を見る為ヘレンと共に近づくが、正体を看破され重傷を負ってしまい、傷を修復する為に妖力解放を行ってしまう。
イースレイと深淵喰いの戦いから逃れた後はクレア達と合流する為、西に向かう。シンシア、ユマと合流し、ヘレンと共にクレア救出に向かう。西の地の乱戦後はミリアを救出するべく仲間と共に組織へ向かい、覚醒したヒステリアと闘うミリアをサポートした。
組織壊滅後は打倒プリシラとクレア救出を目指しミリア達と共にラボナに帰還。プリシラとの戦いで心が折れかけたクレアを再起させた。
プリシラ戦後は、中断していたヘレンの帰郷に同行している。
アニメでの設定
北の戦乱後、プリシラを討とうとするクレアを追う。クレアを見つけた後、プリシラと相対するが、返り討ちを受ける。北の戦乱後に、組織を離反しヘレンと共に旅をする事を決意する。
ヘレン
声 - 長沢美樹
身長175cm 右利き 攻撃型
組織の135期、No.22の戦士。激情家で気性が荒く、依頼人を含む普通の人間ともよく問題を起こすトラブルメーカーだが、持ち前の明るさで仲間内の雰囲気を盛り上げるムードメーカーでもある。デネヴとは同期であり付き合いも長い。「自分達は人間である」という確固たる信念を持っており、その事で自暴自棄になっていたデネヴを救った過去がある。ミリアのことを尊敬しており、「ミリア姐さん」と呼び慕っている。
過去に覚醒への衝動に抗えず半覚醒した影響で、本来限界近くまで妖力を解放しなければ出来ない四肢の伸縮を自在に使いこなせるようになっており、腕を伸ばしての遠距離攻撃を得意とする。この特性のため、彼女の衣服は四肢の部分が他の戦士と異なる。なお、「覚醒への衝動」について、ヘレン自身は「男共（男の覚醒者）と同じ」と語っていることから、性的快楽に近い衝動に抗えなかったとの意味であることが窺える。また、北の戦乱から7年間の鍛錬により、ジーンのように腕の捻転を利用した「旋空剣」を修得し、最強の突きを放てるようになった。伸縮自在な腕は旋空剣と相性が良かったのか、捻転の時間や使用回数がジーンよりも改良されている様子。妖力解放状態では最大回転数が55に達する（ジーンは21回で、それで全戦士中1番の突破力と言われていた）。
パブロ山での覚醒者狩りでミリア、デネヴ、クレアとチームを組む。当初は最下位ナンバーのクレアを見下していたが、任務終了後はクレアの実力を認め、生きて再会する事を約束する。その後ミリア、デネヴ、クレア同様に参加したアルフォンスでの北の戦乱では主力として活躍し、最後まで覚醒者と戦い抜くが、覚醒者の軍勢に抗し切れず敗北する。
北の戦乱を辛うじて生き延びた後は、他の戦士同様身を隠しつつ鍛錬を重ね、ミリアと共に仲間の仇を討つべく南下を決意する。ラボナでアガサを倒した後、悔いを残さないよう一時故郷に帰る為デネヴと共にラボナを発つ。その旅の途中、覚醒者狩りで苦戦しているディートリヒ達を助け南の地の現状を知る。その後イースレイの妖気を感じ取り、彼の姿を見る為興味本位で近づくが正体がばれ闘う事になり、妖力解放を行ってしまう。そして戦闘に割り込んできた深淵喰いによって負傷、帰郷を中断しクレア達と合流する為西へと向かう。しかしクレアと合流した後にルシエラ×ラファエラが放った覚醒体と対峙し挙句の果てはプリシラと遭遇する。
プリシラからの逃走を成功させた後はラボナに戻り、ミリアを救出するべく仲間と共に組織へ向かい、覚醒したヒステリアと闘うミリアをサポートした。
組織壊滅後は打倒プリシラとクレア救出を目指しラボナにミリア達と帰還する。
プリシラ戦後は、中断していた里帰りをデネヴと共に再開した。
アニメでの設定
北の戦乱後、プリシラを討とうとするクレアを追う。クレアを見つけた後、プリシラと相対するが、返り討ちを受ける。北の戦乱後に、組織を離反しデネヴと共に旅をする事を決意する。
シンシア
声 - 宮川美保
防御型
組織の132期、No.14の戦士。我の強いクレイモア達の中では珍しく、人当たりのよいおっとりとした性格。常に敬語口調で話す。他人と妖気を同調し、傷の修復、再生を手伝うことができる。北の戦乱ではベロニカ、ヘレンと共に活躍し、最後まで覚醒者と戦い抜くが、覚醒者の軍勢に敗れる。
北の戦乱を生き延び、仲間の仇を討つべくクレア、ミリア等と共に南下を決意する。ラボナでアガサを倒した後はミリアの頼みで西の地へ向かうクレアにユマと共に同行する。そこで重傷を負った際、「北の戦乱で、目の前で隊長（ベロニカ）が倒され、リガルドに斬りかかったものの難なく避けられてしまった。リガルドに一太刀も浴びせられなかったことを恥じており、仲間たちの敵討ちを望むとともに、自分の死に場所も求めていた」と語っている。この時に自身を救ったユマとは特に親しくなったようで、しばしば詰めの甘いユマに対して鋭い突っ込みを入れるようになる。
西の地の乱戦後はミリアを救出するべく仲間と共に組織へ向かい、覚醒したヒステリアと闘うミリアをサポートした。
組織壊滅後は打倒プリシラとクレア救出を目指しラボナにミリア達と帰還する。妖気同調を行えることから、前線で戦うよりも後方で傷の回復などのサポート役に回る描写が多いが、ナンバーでいえば７人の中ではミリアに次いで高い。プリシラとの戦いで妖気を使い果たしたクレアに、ラキと共に避難するよう伝える。
プリシラ戦後は、ラボナの兵の訓練に付き合っている。
タバサ
声 - 渡辺明乃
組織の141期、No.31の戦士。北の戦乱を生き延びた戦士の1人。どちらかと言えば下位ナンバーの戦士だが、高精度の妖気感知能力を持ち、広範囲に渡り戦士や覚醒者の存在を感じ取り、相手の弱点を読み当てる事が可能。その能力だけならばガラテアにも匹敵し、7人の中で「目」の役割を担っている。
北の戦乱後もミリアをリーダーとして慕い、共に南下する。ラボナでアガサを倒した後もミリアと共にラボナに残るが、南と西の地の状況を聞いたミリアに斬り伏せられる。その後ミリアを助けに一人組織に乗り込もうとするがデネヴによって止められる。結果的にデネヴらと共に組織へ向かい、研究施設を破壊した後、覚醒したヒステリアと闘うミリアをサポートした。
組織壊滅後は打倒プリシラとクレア救出を目指しラボナにミリア達と帰還する。激戦で仲間が次々と妖力解放を行っていく中で唯一、この時点でも体から妖気が消えたままの状態。その利点を生かし、ヒステリア戦では虚をつく攻撃を見せたが、プリシラには通用せず、体をバラバラに切り刻まれる。
最期はミリアに感謝の想いを伝え、息を引き取った。以後、ミリアは彼女の剣で戦い、墓標にはミリアの剣が用いられた。
ユマ
防御型
組織の129期、No.40の戦士で、北の戦乱を生き延びた戦士の1人。東にあるスタフに近い小さな町の出身。ナンバーが示す通り実力は高くなく、アルフォンスの覚醒者狩りでは緒戦で左腕を失うなど、戦績は芳しくなかった。性格は気弱な方で、精神面もあまり強くはない模様。また、防御型でありながら再生が苦手。7人の中では自他ともに認める最弱だが、クレイモアの遠投だけは随一。
北の戦乱から7年後、ミリア等と共に南下を決意した。ラボナでアガサを倒した後はミリアの頼みで西の地へ向かうクレアにシンシアと共に同行する。そこで新世代のNo.14リーナを圧倒するほどの実力者となっていた事に気付く（それを感じさせないほど他の6人も強くなっていた）。西の地で両手両足を失ったシンシアを助けるために、見よう見まねで妖気同調を覚えた。西の地の乱戦後はミリアを救出するべく仲間と共に組織へ向かい、覚醒したヒステリアと闘うミリアをサポートした。
組織壊滅後は打倒プリシラとクレア救出を目指しラボナにミリア達と帰還する。妖気同調を覚えてからは後方でのサポートに回る描写が多いが、弱い覚醒者なら一人で倒せるほどの実力はある。
プリシラ戦後は、ラボナの兵の訓練に付き合っている。
クレア
#クレアを参照。

### 前世代
「北の戦乱」以前の世代の戦士。特に世代に関する記述がない場合、クレアと同世代の戦士である。
クレア
#クレアを参照。
エレナ
声 - 川澄綾子
身長170cm 右利き 防御型
クレアと同じ頃に半人半妖の戦士となった女性。幼い頃に「組織」に入ったクレアにとって唯一の友。自らが遠くない内に覚醒してしまうことを感じてクレアに黒の書を出し、クレアの手で死を遂げた。ナンバーは不明だが、特に突出した能力の持ち主では無かった模様。戦士として任務をこなすようになったのはクレアよりも後。
ミリア
#ミリア隊を参照。
ヘレン
#ミリア隊を参照。
デネヴ
#ミリア隊を参照。
ガラテア
声 - 折笠愛
身長185cm 右利き 防御型
ナンバー3の戦士。極めて高い妖気の感知能力を持ち、他の戦士とは比較にならないほどの広大な感知範囲と、妖気の流れから心理状態すら読み取る精密さを併せ持つ。
二つ名の“神眼”の由来でもあるこの能力は組織からも重宝されており、「組織の目」として他の戦士の探索や監視といった特殊任務を任せられることもしばしば。
その能力と立場から戦士の中でも何かと特別扱いされており、現世代の戦士の中でもかなりの古株。優れた能力に長い経験からくる老獪さを併せ持つが、それ故に組織上層部から「優秀だが長く生きすぎた」と煙たがられてもいる。
戦闘においては高い妖気の感知能力を活かし、相手の妖気を細部まで見極め、自分の妖気を相手の妖気と同調させて相手を操ることができる。完全に動きを支配できるわけではなく、多少動きを乱す程度のものだが、戦闘を有利に進めるには充分な効果をもたらす。基本的に自身より大きな妖気を持つ者は操れないが、相手を惑わし心理的な隙を作ることでそういった相手もある程度操れる。また、体つきや顔つきが変わることが当人の美意識に反するため、あまり妖力解放を行わないが、妖力解放に伴う力の上昇率が同世代の戦士の中で最も高く、限界ギリギリまでの解放が可能なほど制御も上手い。
ゴナールの町での覚醒者狩り後に消息を絶ったクレア探索の任を受け、ザコル山にてクレアを発見、成り行き上クレア、ジーンと共にダフと戦うこととなる。その後、組織の命に反してクレアとジーンを見逃した代償として危険な任務を命ぜられるも、任務を達成しスタフの地に生還し北の戦乱の真意を探った。スタフの地に生還した後に組織から離反し、妖気を消し去りクレイモアの証である銀色の瞳を潰し、盲目の シスター「ラテア」として聖都ラボナに潜伏していた。視力を失った影響からか妖気の感知能力がさらに向上し、妖気を消す薬を飲んだ戦士の妖気も正確に探知できるようになった。
シスターとしてラボナで暮らす内にラボナの町やそこに住む人々を守りたいと思うようになり、アガサがラボナで捕食を始めた際、粛清の対象である自らを囮にして組織の戦士を呼び寄せる。アガサが倒された後もクラリス達を組織から守るためラボナに留まる。タバサを斬って単身組織に向かうミリアを見送り、後にラボナが覚醒者に襲われたことでミリアの失敗と死亡を推測。生存を信じ組織に向かうデネヴたちを再び見送り、全員の生還を願った。
組織壊滅から間もなく、プリシラの封印に変化が出始めたこと、周囲に覚醒者が集まってきたことを察知し、ラボナから住民を退去させる。その後新世代の戦士と合流しエウロパと交戦。クラリスと共にミアータの心を受け持ち「制御可能の完全覚醒」を行い、クラリスという犠牲を出しながらも撃退に成功する。
プリシラ戦後もシスターとして過ごす。
アニメでの設定
北の戦乱中に、戦士達の監視を行うため北の地に派遣される。クレアを追ってきたミリア、ヘレン、デネヴと接触し、彼女たちにクレアとプリシラの行き先を告げた。
オフィーリア
声 - 篠原恵美
身長175cm 右利き 攻撃型
No.4の戦士。普段は穏やかな口調だが、相手を威嚇する時などは粗雑な言葉遣いになる。覚醒したプリシラに目の前で兄（声 - 柿原徹也）を殺されたことから、覚醒者に対して異常な憎しみを持っており、覚醒者狩りには狂気にも近い執念を燃やすが、その執念は「覚醒者を殺せるのなら味方を覚醒させても構わない」という 、本末転倒かつ捻じ曲がったもの。また、仲間や普通の人間に対しても躊躇無く斬りかかるなど、好戦的を通り越した異常な凶暴性の持ち主で、仲間内でも「血塗られた凶戦士」などと揶揄される。No.8時代のミリアとは面識があり、ミリアが半覚醒する遠因を作った。
首を180度捻られても、そのまま戦闘を続行できるほどのずば抜けた柔軟性を持つ。柔軟な腕を波打つように震わせることで蛇のような変幻自在の太刀筋を可能とする「漣（さざなみ）の剣」が得意技（それで本人は「漣のオフィーリア」と自称していた）。また、基本能力も極めて高い。
ゴナールの町での覚醒者狩りのメンバーに選ばれクレアと合流するが、半覚醒者のクレアを覚醒者として見定め、ゴナールの町の覚醒者諸共切り殺そうと暴走する。覚醒者を斬殺した後、ラキと共に逃げたクレアを追跡し、圧倒的な実力でクレアを追い詰める。さらに、突如現れたイレーネにも襲いかかるが、一太刀も浴びせられずに返り討ちに遭い、傷の痛みから錯乱し、覚醒してしまう。自らが覚醒したことに気付かないまま再びクレアに襲い掛かり、その最中に自身が覚醒したことに気付き再び錯乱するが、再戦の最中、プリシラに殺された兄を思い出して自我を取り戻し、クレアにプリシラ打倒の想いを託して散る。
モデルと名前の由来がシェイクスピア作の悲劇「ハムレット」に登場する同名のヒロイン、オフィーリアである。天を仰ぎながら川に沈んでいくという、双方まったく同じ最期を迎えている。またオフィーリアの最期の姿の描写は、画家ジョン・エヴァレット・ミレーの作品「オフィーリア」と酷似している。
ラファエラ
声 - 雪野五月
身長175cm 右利き 攻撃型
No.5の戦士。顔面の左側に大きな傷跡があり隻眼。テレサよりも前の世代の戦士であり、深淵の者に対抗しうる戦士を作るための精神共有実験の最初の被験者で、その実験失敗により覚醒した深淵の者「南のルシエラ」の妹。実験当時はルシエラに次ぐNo.2の戦士であり、その実力は覚醒前のルシエラとほぼ同等。イレーネによると、両腕があれば何とか対抗できるかもとのことであり、No.1クラスの実力者であることが窺える。また、実験失敗後は妖気を抑え続けたため、妖魔やクレイモアでも妖気を感じ取ることが出来ず、それを活かした隠密行動を担うことが多い。
ルシエラとの精神共有実験において、妖気の同調が不完全でルシエラの精神を抑え切れず覚醒させてしまい、その際に左目を失う。その後、実験失敗の責任として組織から除名され、妖気を抑えながら各地を転々とする生活を続けるが、プリシラの覚醒を機に戦士不足を補う形でNo.5として復帰する。以後、覚醒したルシエラを葬ることのみを目的として戦い続け、最終的にイースレイとの戦いに破れて消耗していたルシエラを葬り去り、本懐を遂げたかのように見えた。しかし、彼女はやはり姉を愛しており、ルシエラにとどめをさしたその瞬間に自身の生命力を彼女の体に注入。これによりルシエラと融合し、その状態でリフルに拾われた。
この融合体は外的な刺激では微動だにせず、もし目覚めても最早ルシエラでもラファエラでもない、別の「何か」だと言われている。ルネが内側の意識に触れたことで目を覚まし、意識の中に入ってきたクレアと剣を交える。圧倒的な実力で彼女を追いつめるが妖力解放したクレアの高速剣を受け敗北、「お前は大きな間違いをしている」という言葉と共にラファエラとしての記憶を全てクレアに譲り渡し、意識は消滅。それを機に肉体が完全に融合体として目覚める。外見はテレサ、クレア像のような姿。
新世代の戦士には深淵の者同士の戦いに巻き込まれて死んだと認識されている。
ジーン
声 - 三石琴乃
身長175cm 右利き 攻撃型
No.9の戦士。髪型はオールバックで眉毛が無いという強面だが、仲間想いで義理堅い性格。
腕を捻転させて螺旋状に変形させる能力を持ち、螺旋状から通常状態に戻る際の腕の回転を利用した剣技「旋空剣」を得意とする。捻転数は最高で21回。特に高速回転を加えた突きの威力とスピードは全戦士中一と言われ、ダフの体さえも容易に貫く。しかし、腕を多く捻るのには時間が掛かるため、単独での戦いでは使い難く、腕への負担ゆえに多用も出来ない。
ザコルの覚醒者狩りでリフルに捕らえられ、拷問を受けて肉体が完全覚醒してしまう。覚醒体は、羽を広げた蝶のような姿。ただ、肉体が覚醒しながらも、強靱な精神力によって人間の意識を保っていた。クレアの妖力同調によって人間の側に引き戻され、半覚醒となった。以後、クレアにより命を助けられたことから彼女に恩義を感じ、行動を共にする。北の戦乱では小隊長を務め主力として善戦するが、突如現われたリガルドを旋空剣で攻撃するもかわされ、リガルドの放った正拳突きで腹部に致命傷を負わされ、最後はリガルドとの戦いで覚醒を止められなくなったクレアを、自身が助けられたのと同じ方法で助け力尽きた。
アニメでの設定
北の戦乱の後、重傷を負いながら、かろうじて生き残るも、プリシラとの戦いで覚醒を止められなくなったクレアを人に引き戻し力尽きる。
ザコル山の覚醒者討伐隊の戦士
ザコル山の覚醒者狩りでジーンが率いた3名の戦士。リフルに捕らえられ、いずれもダフに拷問された末殺された。
クレアに救援を求めた戦士
声 - 松本さち
救援を呼ぶためにザコルを下山した戦士。名前、ナンバー共に不明。町に戻った時点で致命傷を負っており、クレアに救援を頼んだ後に死亡する。クレアは町人達に、彼女を人として葬って欲しいと依頼する。
アニメ版のエンディングロールでは『クレイモア』とだけ表記されている。
カティア
声 - 河原木志穂
ジーンと共に拷問を受けたNo.32の戦士。拷問の末に覚醒し、ダフに襲い掛かるが全く抵抗出来ず、リフルに戦力にならないと判断されダフのダブルスレッジハンマーで体をバラバラにされて殺害されてしまう。
ラケル
ジーンと共に拷問を受けた戦士。ダフの拷問により致命傷を負い、覚醒すること無く死亡した。
アルフォンスの覚醒者討伐隊の戦士
北の戦乱の前哨戦となった、北の地アルフォンスでの覚醒者討伐に参加した戦士。総人数は不明。内2名の名前が判明しており、以下の通り。ほぼ名前のみの登場であるため、エバ以外のナンバーは不明。
No.7エバ、ルシア、ケイト
アリシア
身長180cm（肉体覚醒前） 右利き 特殊型
No.1の戦士。ルシエラとラファエラの失敗を教訓に行われた精神共有実験の被験者にして成功例。幼い頃に同じ妖魔の血肉+を用いて双子の姉妹ベスと共に半人半妖化し、戦闘訓練と妖力同調の実験にのみ時間を費やしてきた。ベスとの精神同調の実験を繰り返したためかほとんど自我を持たず、話し方も機械的で担当地区にもほとんど姿を現さない。
ベスと妖力を完全に同調させ、精神の制御をベスに任せることで人の心を保持したまま肉体のみ覚醒することが可能。覚醒に伴う肉体の変化に対応するために特製の黒い衣装を装備しており、それに由来する「黒のアリシア」の通り名を持つ。覚醒体の大きさは覚醒前とほぼ同じだが、両腕が鎌のように変化している。深淵の者に対抗し得る凄まじい戦闘能力があり歴代最強のNo.1とされる。イースレイが深淵喰いによって倒された後、リフルを倒しルネを救出する為組織によってベスと共に西の地に送り込まれる。深淵喰いと共にリフルと混戦、覚醒体となってリフルを追いつめる。その後ルシエラ×ラファエラの断片射出時に一旦逃げられるものの、再び追いつき戦闘。断片射出時にベスが負傷したため、人間の姿のまま戦う。そのままリフルを圧倒するが断片に寄生されたベスが覚醒、暴走しプリシラと戦いだした為戦いを中断しベスの元へ向かう。その後彼女自身も覚醒しベスと二人でプリシラと戦うが、人間体のままの彼女にあえなく首を刎ねられ倒された。
ベス
身長180cm 右利き 特殊型
No.2の戦士。No.1アリシアの双子の姉妹で、アリシア同様に黒い衣装を纏う。常にアリシアと共に行動し、アリシアが覚醒し戦う際にはアリシアの精神をベスが制御する。これにより、アリシアの肉体のみの覚醒を可能としており、その間アリシアが戦士としての自我を保てるか否かはベスに掛かっている。この際ベス自身相当の精神力を消耗する。アリシア同様ほとんど自我を持たない。イースレイが深淵喰いによって倒された後、リフルを倒しルネを救出する為組織によってアリシアと共に西の地に送り込まれる。深淵喰いと共にリフルと混戦。精神制御によりアリシアを覚醒体にし、リフルを追いつめる。7年の間にかなり強化されており、眼を瞑ったままダフの攻撃をかわせるほどの力をつけている。しかしルシエラ×ラファエラの断片射出によって打ち出された杭によって腹を貫かれ、杭に取り込まれて覚醒体となりプリシラと戦う。覚醒したアリシアと共に双子ならではのコンビネーションでプリシラと戦うが彼女には全く通じず、アリシアと共にあえなく倒された。

#### 北の戦乱の戦士
「北の戦乱」でイースレイ率いる覚醒者の軍勢と戦った戦士。以下のメンバーにクレア、ミリア、ヘレン、デネヴ、ジーンの5名を加えた総勢24名が北の戦乱で戦った。
フローラ
声 - 松来未祐
身長180cm 右利き 攻撃型
No.8の戦士。状況、相手に係わらず口調が丁寧。隊長として隊員を率いる場合も、隊員として指示に従う場合も自らの役割に徹し、我を押し出さず円滑に任務を進める。
剣を抜き、振り、再び納めるという一連の動作を超高速で行うことができる、神速の抜刀術「風斬り」の使い手。抜き身すら見せないその剣速は現戦士中一と言われ、それに由来する「風斬りのフローラ」の異名を持つ。また、身のこなしの素早さもかなりのもの。風斬りは、完全妖力解放し極限まで力が高まった腕で剣を振るう「高速剣」と違い、純粋に自らの身体能力と剣技によって繰り出すため、速度では高速剣に劣る反面、細かく狙いをつけることが出来る。
北の戦乱では小隊長を務め、自分と同系統の技を持つクレアには親近感を持ち、強い戦士に課せられた責務の自覚を促した。小隊を率いて善戦するも、突如現われたリガルドに鋭利な爪で額から上下に体を一刀両断にされ瞬殺される。
アニメでの設定
アニメではクレアの右腕がイレーネのものだと認識しプリシラも知っていた。最速と言われたイレーネの高速剣に自分の風斬りがどこまで迫れるのか試してみたかったらしい。
ウンディーネ
声 - 石塚理恵
身長175cm 右利き 攻撃型
No.11の戦士。「戦士一の怪力」を自称し、大剣を二本背負う特殊な戦士。その特殊なスタイルから「双剣のウンディーネ」の異名を持つ。筋骨隆々の体躯で口調も態度も荒っぽいが、実は仲間を想う気持ちが強い。
妖力解放による筋力増強の割合に優れ、顔つきが変わる前の段階で全身の筋肉を膨らませることが出来る。この技能が二刀流という力を要する戦闘スタイルを実現している。普段の筋骨隆々の姿は、二刀流という特殊な戦闘スタイルを組織に認めさせる説得力を作るために常時妖力解放して保っているもので、本来はかなり華奢な体格。
元々は力の弱い下級戦士で、同期の仲間にくっついていくことで何とか生き延びていた。しかし、自身の力不足が原因で仲間を死なせてしまったことを機に、その仲間の剣を手にした二刀流で全ての仲間を守れる程に強くなることを決意する。北の戦乱では小隊長を務め、素性を知られたデネヴと親しくなるも、その後の戦いで突如現われたリガルドに襲撃され二刀流で応戦するも、ベロニカ同様鋭利な爪で胴体を横から一刀両断にされ瞬殺される。墓標には友の剣が用いられ、彼女の紋章が刻まれた大剣は、デネヴに受け継がれている。
ベロニカ
声 - 渡辺明乃
防御型
No.13の戦士で、北の戦乱では小隊長を任された。5人の隊長の中では唯一の防御型戦士。緒戦では、シンシアとともに体を張って敵の気を引き、ヘレン、ジーンによる攻撃を可能にした。防御型である以上味方の楯になって傷つくのは仕方がないことだと思っている。戦いぶりやリガルドの発言からも、ナンバーに相応しい実力を持っていたようだが、他の隊長たちのような特殊な戦闘スタイルや技を見せることがなかったためか、目立った活躍は描かれていない。突如参戦したリガルドに最初に襲撃され、その鋭利な爪で胴体を横から一刀両断にされ瞬殺される。
シンシア
#ミリア隊を参照。
タバサ
#ミリア隊を参照。
ユマ
#ミリア隊を参照。

#### その他の戦士
北の戦乱でイースレイ率いる30体の覚醒者と戦った24名の戦士の内、上記以外の13名。名前、ナンバーは以下の通り。以下のメンバーは全員が戦死しており、上述した7名のみが北の戦乱を生き延びている。なお、以下の13名にも固有の顔や髪型、印が与えられており、一覧表が『銀の断章』の「討妖録」に収録されている。
ミリアチーム
No.20クィーニー、（ミリア）、（タバサ）、（ユマ）
フローラチーム
No.18リリー、No.30ウェンディ、No.39カルラ、（フローラ）、（クレア）
ジーンチーム
No.17イライザ、No.27エメリア、No.37ナタリー、No.44ディアナ、（ジーン）
ウンディーネチーム
No.24ゼルダ、No.36クラウディア、No.43ユリアーナ、（ウンディーネ）、（デネヴ）
ベロニカチーム
No.35パメラ、No.41マチルダ、（ベロニカ）、（シンシア）、（ヘレン）
パメラ
声 - 鹿野優以
クラウディア
声 - 森永理科
カルラ
声 - 鹿野優以
アニメでの設定
アニメでは、ピエタ侵攻の細部やそれ以後のストーリーが原作とは異なっており、リガルドとクレアが闘っている最中に多数のクレイモア（公式ホームページの記述では14名）がピエタの建物の中に避難しているシーンが描かれている。さらにその後、避難していたクレイモア達 （ミリア、ヘレン、デネヴ、ジーン除く）の描写がないため、最終的な戦死者数は不明である。

### 旧世代
クレアがクレイモアになる以前の世代の戦士。特に世代に関する記述がない場合、テレサと同世代の戦士である。
テレサ
声 - 朴璐美
身長180cm 右利き 攻撃型
当時歴代最強と言われていた過去のNo.1クレイモア。第77期、182番目の戦士。さばさばした口調と人を食ったような性格で、組織の者の命令には敬礼し「了解、ボス」とややおどけて応じる。誰に対しても情けを掛けること無く、生き甲斐を感じる訳でもなくただ淡々と日々の任務をこなしていたが、幼いクレアと出会い彼女の為に生きていきたいと思うようになる。訓練生時代はたびたびスタフの地を抜け出す問題児だった。
技能
力、素早さ、戦闘技術などのあらゆる点に優れていたが、何より妖気の感知能力が極めて高く、相手の体の妖気の流れから相手の行動を先読みすることを得意とする。その突出した実力ゆえに大抵の戦闘において妖力解放を必要とせず、普段の表情そのままに妖魔を斬り伏せること（また、その表情以外に目に見えて特徴的な戦い方をしないこと）から「微笑のテレサ」と呼ばれた。また、極めて巨大な妖気を持ち、妖力解放を行う場合でも瞳の色が変わる程度の妖力解放で大抵の敵を圧倒してしまう。戦闘能力はNo.2以下の戦士を遥かに上回っており、離反時に差し向けられた討伐隊はNo.2からNo.5迄の上位4名という当時最強の編成でかつ4人がそれぞれ妖力解放した状態だったのに対して妖力解放せずに圧倒している。ただし、イレーネによると、剣速、素早さ、膂力では、それぞれイレーネ、ノエル、ソフィアに劣るとされる。一方で、覚醒体となったローズマリーの腕を素手でねじ切るなどの力を見せている。
主な経歴
幼少時代に妖魔によって家族を殺され、さらに信頼していた者達から組織に売られてしまったという過去を持つ。半人半妖になる前は黒髪で、瞳の色も黒だった。妖魔討伐の日々の中でクレアと出会い、互いにかけがえの無い存在となる。それが結果的に戦士としての強さと自覚を欠くこととなり、クレアを助けるために人間の盗賊を殺めたことで粛清の対象となるが、それを機にクレアのためだけに生きることを決意し組織を離反する。その後、追っ手として現れたプリシラ、イレーネ、ソフィア、ノエルの4名を圧倒的な力で切り伏せたが、止めを刺さずに情けを掛けたことが仇となり、覚醒したプリシラに首を刎ねられ死亡した。現在彼女の血肉はクレアに受け継がれている。
プリシラとの最終決戦の最中、ラファエラの記憶を受継いだクレアが、ラファエラやベスの役割を担ったことで、クレアの体を借りたテレサが蘇ることとなった。蘇った後は歴代最強の名に恥じぬ実力を見せ、カサンドラの塵喰いの技も見切り、ヒステリア以上の速さを誇るプリシラの攻撃にも対応した。憎悪を際限なく吐き出していくプリシラを、その憎悪を受け止めるかのように正面から切り裂いてゆき、ついに自身も覚醒する。クレアの制御の下、神話の双子の女神を彷彿とさせる姿となってすべての決着をつけた。
やり残したことをすべてやり終えたテレサは、クレアの笑顔に見送られ消滅した。
アニメでの設定
ラストシーンでクレアの前に彼女の幻影が現れて、笑顔でクレアを見送っている。
イレーネ
声 - 高山みなみ
身長180cm 右利き 攻撃型
テレサ討伐隊のリーダーとして登場。元々はナンバー2だったが、プリシラの昇格に伴いナンバー3に降格となった。
大剣を振るう片腕のみの妖力を完全に開放し、超高速の多段攻撃を繰り出す「高速剣」の使い手。その凄まじい剣速はテレサをも上回り、一桁ナンバー上位の戦士であっても目で捉えることは難しいとされる。
性格は常に冷静沈着。感情を理性で完璧に抑え込むことができ、プリシラの異例の昇進にも異を唱えることなく、冷静に実力を評価していた。
本編では討伐隊のリーダーとしてプリシラ、ソフィア、ノエルと共にテレサを襲撃。4人がかりで挑むも一歩及ばず、それどころか頼みの綱であったプリシラの覚醒という最悪の事態に見舞われてしまう。
討伐対象だったテレサはおろかノエルとソフィアまで殺され、イレーネ自身も一命は取り留めたものの、左腕を失うという重症を負った。
その後はプリシラに対する恐怖が頭から離れず、その後は組織には戻らず戦いから離れ、妖力を抑えながら身を隠して生活していた。
長年身を潜め生活していたが、テレサに似た妖気を感じ取りクレアとオフィーリアの戦闘に遭遇、オフィーリアを瞬時に切り伏せクレアを救った。その後、プリシラ打倒を目指すクレアに高速剣と自身の右腕を授けた。しかし、その時高速剣を使ったことで自身の妖気を探知されてしまい、クレアが旅立った後、離反者に対する追っ手として現われたラファエラと両腕を失った状態で相対。粛清され死亡したと思われていた。
実際はラファエラによって生かされており、そのまま辺境の地で隠遁していた。本編ラストシーンにおいてプリシラを倒したクレアがその下を訪れている。右腕の再生にも成功した様子。
プリシラ
#プリシラを参照。
ソフィア
声 - 豊口めぐみ
身長175cm 右利き 攻撃型
テレサ討伐隊の一人として登場。本編や公式サイトにおいて正確なナンバーは言及されていないが、登場時からナンバー3の座を巡ってノエルと小競り合いをしており、後にプリシラの昇格に伴って降格されたことからナンバー4かナンバー5と思われる。
また総集編『銀の断章』内の資料集では、「書類整理の便宜上」という名目でソフィアの方がノエルよりも若いナンバーとされている。
同世代の戦士の中でも特に腕力に優れ、通り名の膂力はその剛腕が由来。普段は穏やかな物腰で話し方も丁寧だが、戦闘においてはその怪力を活かし、障害物ごと相手を叩き切るという豪快な戦法を好む。
本編ではプリシラ、イレーネ、ノエルと共にテレサを襲撃。ノエルと息のあった連携でテレサに迫るもあえなく斬り伏せられ、後に覚醒したプリシラによって殺された。
ノエル
声 - 竹内順子
身長175cm 右利き 攻撃型
テレサ討伐隊の一人として登場。正確なナンバーは明かされていないが、ナンバー3の座を巡ってソフィアと頻繁に争っており、プリシラのナンバー2昇格と共に降格したことからナンバー4かナンバー5と思われる。
同世代の戦士の中でも屈指の身軽さを誇り、その素早さを指して疾風の通り名がついた。
本編ではプリシラ、イレーネ、ソフィアと共にテレサを襲撃。地形を活かしたアクロバティックな動きでテレサを翻弄、ソフィアと息の合った連携で迫るも一歩及ばず、最後は覚醒したプリシラによって殺された。
ローズマリー#ローズマリーの項目参照。
ロクサーヌに闘い方や技を模倣された戦士たち
以下は、ロクサーヌ（#蘇った歴代のNo.1（新たなる深淵の者）参照）が今まで出会い憧れを抱かれ、闘い方や技を模倣され、その後不可解な死を遂げていった戦士たち。
エリザベス
ロクサーヌが初めて参加した覚醒者討伐の時にリーダーを務めていたNo.5の戦士。美しい剣術を得意としていたが、ロクサーヌにその剣術を奪われた後、死亡する。
ウラヌス
ロクサーヌが初めて参加した覚醒者討伐の時に参加していたNo.31の戦士。覚醒者の多い地区にいたため討伐の経験は多くあったが、ナンバー通りの実力しかなかったため、周りからは邪剣と評されている闘い方をしていた。しかしその闘い方がロクサーヌには輝いて見えたため、彼女に初めて闘い方を模倣された。
それをきっかけに2人は親しくなっていったが、ある時を境にロクサーヌがウラヌスの力を上回ったため、その途端にロクサーヌからも彼女の闘い方がとても見苦しく思われていた。それからほどなくした後の覚醒者討伐の際に死亡。
ネイディーン
幼少の頃に右目を失った隻眼のNo.9の戦士。隻眼ゆえ研ぎ澄まされた妖気探知能力を持っていた。ロクサーヌはネイディーンとの任務で同じように右目を自分から根こそぎ失う。
ネイディーンはロクサーヌのその行動に最初はいぶかしがっていたが、共に同じ闘い方をするロクサーヌに好意を抱き彼女をパートナーとしていたが、ロクサーヌの実力がネイディーンに近づき始めた頃、下位ナンバー1体の覚醒者討伐の際に不可解な死を遂げる。その時には、失われたはずのロクサーヌの右目が元通りになっていた。
過去のNo.1戦士
リヒティ（三つ腕のリヒティ）、クロエ（重剣のクロエ）、システィーナ（天啓のシスティーナ）、ルテーシア（万有のルテーシア）
それぞれ活動した時代は不明で覚醒することなく死亡している。

### 新世代
「北の戦乱」以後の世代の戦士たち。ナンバー1とナンバー2はアリシアとベスが引き続き務めている。
クラリス（No.47）
最下位戦士。本来は妖魔の血肉を取り込む時に抜け落ちてしまうはずの頭髪の色素が残っている「色付き」の戦士。気が弱く、誰に対しても腰が低いが、挑発されると言い返すだけの度胸はある模様。妖魔の血肉への適合性の低さから全体的に能力が低く、激しい気温差における体温調整もうまく出来ない。また、仕留めるつもりの一撃を浅く切り込んだり、森での戦闘で誤って木に切り込んでしまうなど戦闘技術も未熟。ナンバーに相応の実力の持ち主だった。
北の戦乱から7年後、北の地の配属を解かれた後、No.4ミアータの補佐を命じられ、組織から離反したガラテアを粛清する為ミアータに同行するようになる。ラボナでガラテアを発見し任務を遂行しようとするが、アガサとの戦闘で絶体絶命の危機に陥る。しかし、突如として現れたミリア達によって救われ、組織の粛清から逃れる為ミアータと共にラボナに留まることとなる。この間に剣の稽古をしていたらしく、後にラボナが妖魔と覚醒者に襲われた際、兵士たちに率先して妖魔を撃退していた。
プリシラ討伐作戦ではラボナとその住民を覚醒者から守るため、自身の弱さを自覚しつつ聖都に残る決意をする。カサンドラの闘いから逃げ、ラボナの兵士を食らおうと現れたエウロパに対抗するためガラテアと協力しながらミアータの「制御可能の完全覚醒」を実現させる。しかしアリシアとベスのような血縁関係ではないためミアータが受けるダメージは彼女本人にも影響を及ぼす副作用がある。エウロパに勝利したミアータを人間に戻すべく自身の身を削り、最後はミアータの中にある自分に関する記憶を消した後跡形もなく消滅した。
ミアータ（No.4）
攻撃型
戦闘能力だけを見ればNo.1も狙えるほどの実力者だが、精神が不安定で任務が無い時は部屋に閉じこもり独り言を繰り返している。実年齢も幼いが精神年齢はさらに低く赤子に近い幼児性が残っており、身長もクラリスより頭二つ分ほど低い小柄な体格である。補佐となったクラリスに母親の像を重ねているのか、クラリスを「ママ」と呼んで懐いており、彼女に襲い掛かる者は徹底的に排除する。本人曰く、水に濡れるのが嫌いで風呂に入るのも嫌いとの事。クラリスが補佐に付くまでは精神の不安定さから力量に見合った任務はあまりできなかったため、実戦経験は浅い。
妖魔の首を素手で刎ね、肉体を引き千切るほどの怪力や、一足飛びで高い建物の屋根に上る跳躍力など、体格の小ささに反し驚異的な運動能力を持ち、並みの覚醒者なら単独で、通常の妖魔なら素手で仕留める凄まじい実力を誇る。また、優れた五感と第六感の持ち主で、妖気を読まずとも敵の接近などを感覚的に感じ取る事ができる。
組織を離反したガラテア討伐の任を受けてラボナに向かった際は精神的な未熟さから窮地に追い込まれるが、覚醒体となったアガサの触手を素手で引っ張り、その巨体の安定を失わせてアガサ本人を動揺させるなど、並の戦士を凌駕する腕力をもち、攻撃型の戦士ではあるが四肢接続の能力も高く、アガサとの戦いでは直前に千切れた両腕を瞬く間に接続させ、しかもその腕で大剣を投げるなど、その能力の高さを見せた。
妖気の大きさはガラテアを上回り、目の前の敵に集中する性格から、ガラテアの妖力操作も通用しない（ここでリフルの解説を前提にすれば、ガラテアよりも実力は上ということになる）。
プリシラ打倒作戦ではガラテアとクラリスと共にラボナに残り、兵士たちと聖都の守りにつく。カサンドラとの戦闘を放棄したエウロパと対抗するためガラテアとクラリスに心を委ね「制御可能の完全覚醒」を実行。その時に発せられた能力は深淵級であり、心がやや乱れながらもエウロパに勝利した。その際、自身の限界を悟ったクラリスはミアータが心を乱さないようにと、ミアータから自身の記憶を消去する。しかし記憶がないにもかかわらず、「ママ」と泣き叫び続けた。
プリシラ戦後は、他の訓練生と共にシスター見習いとなった。
オードリー
ナンバー3の戦士。防御型。
立ち振る舞いや言動から、一見すると礼儀正しい性格のように見えるが、レイチェル同様に過去の戦士やその覚醒者を見下している。同じ討伐隊を組むレイチェルを愛称で呼び、また息の合った連携を見せるなど、彼女とは近しい間柄のようである。
力任せの斬撃よりも頭や傷口を狙った突きを得意とする、レイチェルとは対照的な技巧派の戦士。特に敵の攻撃を受け流す技に長けており、攻撃の軌道を変えて回避、あるいはそのまま敵に返す鉄壁の防御力を有する。クレアやガラテアのように特別優れているわけではないが妖気の探知能力も低くは無く、レイチェルと共にリフルと戦った際には（彼女の懐に斬り込んでようやくとはいえ）その隠された真の力に気づくことができた。しかしそれにより恐怖で戦意を喪失し、レイチェル共々リフルに捕らえられ覚醒させられそうになっていた所を突如現れたクレア達により救出される。その時彼女らが「七年前の戦士の亡霊（=離反者）」であると気づくが、救われた借りを返す、として「次に会った時は敵」と念を押しつつもクレア達に組織の現状についての情報を伝えた。
後に組織に乗り込んで来たミリアと対立するが、戦士を一人も殺さないミリアとは全力では戦わなかった。組織を敵にしたミリアの側につき、リーダーとして認め敬意を払っている。
蘇ったNo.1達との闘いではレイチェル、ニーナと共にカサンドラと交戦、組織崩壊後はラボナに向かいエウロパと交戦した。
レイチェル
ナンバー5の戦士。攻撃型。短髪で筋骨隆々、男言葉を話し、その立ち居振る舞いも荒々しい。過去の戦士やその覚醒者を「古い時代の奴」として見下している。男言葉で話す戦士は過去何人か登場しているが、一人称が「俺」というのは彼女のみ。
攻撃の際に負荷となる対象物に剣を接触させて反発力を生成し、そこから解放された際の反動によって斬撃を加速、強化する特異な剣技の使い手。その威力は凄まじく、硬い覚醒者の肉体も容易に断ち切るが、一太刀ごとに剣に負荷を掛ける「溜めの時間」を要するため、即時攻撃が不可能で軌道が読まれ易いという欠点を持つ。妖気の探知能力はそれ程高く無いようで、リフルと戦った際にも彼女が本気を隠して自分たちを品定めしていたことに倒されるまで気づけなかった。リフルに一撃で気絶させられたあげくにオードリーと共に覚醒させられそうになるが、突如その場に割り込んできたクレア達によって救出され一命を取り留める。
後に組織に乗り込んで来たミリアと対立するが最終的にミリア側につく。
蘇ったNo.1達との闘いではオードリー、ニーナと共にカサンドラと交戦、組織崩壊後はラボナに向かいエウロパと交戦した。
ルネ
ナンバー6の戦士。防御型。ドレッドヘアの髪型が特徴。足の速さと広域における妖気探知に自信があり、北の戦乱のあとに元ナンバー3のガラテアが組織から姿を消したあとは、彼女に変わって「組織の目」の役割を務めている。
ある時妖魔の気配がふいに消えたのを不審に思ってドガの村に足を運んだ所でプリシラを連れたラキと出会い、クレアへの言伝を頼まれた。プリシラが覚醒者だと承知の上で共にいるラキを馬鹿と言いつつもその意を汲んで「万に一つも無いだろうが会ったら必ず伝えてやる」とその頼みを承諾する。しかしその直後に妖気探知に優れた者を探していたリフルに拉致され、ラファエラ・ルシエラ融合体の妖力操作を強要される。拉致される際手足を切断されていたためやむなくそれに従い妖力操作を実行するが、融合体の深層意識に触れたことでそのあまりにも強大な力に気づく。その場にいれば融合体の覚醒とともに自身も命を落とすことを悟り、リフルをどうにか言いくるめ両足を修復。その後、クレアが城に乗り込みダフとリフルが離れた隙をついて妖気を消す薬を飲んで逃走を図るが、明確な描写は無いものの結局リフルに追いつかれ命を落とした模様。
アナスタシア
ナンバー7の戦士。ゴージャスな縦ロールの髪型が特徴的な戦士で、妖気を通した自身の髪を足場に空中を自在に移動する様から「羽持ち」の異名を持つ。
招集指令を受けて組織に戻っていた途中、どこからともなく現れた男の覚醒者たちからの襲撃を受け、窮地に陥っていたところを同じく組織に向かっていたデネヴたちに助けられる。その後は覚醒したヒステリアと闘うミリアをサポートした。組織崩壊後はラボナに向かいエウロパと交戦した。
ピエタの惨状を目の当たりにした際に組織に憤りを感じていたり、「下位ナンバーを守るのも一桁ナンバーの役目」と語るなど、非常に仲間想いな面を見せている。
ディートリヒ
ナンバー8の戦士。右利きの攻撃型。ツーサイドアップで前髪の右側が長く左側が短く斜めになった髪型が特徴。小柄だが脚力に長け、覚醒者との戦いを終えた直後にヘレンとデネブを相手に長時間追跡し続けられるほど。戦闘ではその脚力を活かし、高高度ハイジャンプからの重力を利用した上段切りを得意としている。
南の地で隊を率いて覚醒者狩りを行っていたところ、たまたま近辺に潜伏していたヘレンとデネヴに危ないところを助けられ、以降はその恩を返すためにと二人に同行。南の地の現状や、組織が新たに開発・投入した“深淵喰い”の情報などを二人に伝えた。
義を重んじる性格で融通がきかず、ヘレン曰く「面倒くせーちびっ子
彼女の故郷は聖都ラボナと同様に、大量の妖魔・覚醒者による襲撃に遭っている。彼女の回想によれば、1匹の妖魔討伐後、村長と組織の黒服が揉めており、襲撃はその後に起こった。奇跡的に助かった彼女は、組織に拾われ、戦士になった。
2人がイースレイと戦い負傷した後は西に向かった2人と別れ、メッセンジャーとしてラボナへ。そこでミリアらに伝言を伝え、自身も西の地に向かう。ルシエラ×ラファエラの断片に追い詰められていたシンシアとユマを救い、その後デネヴ達と共にラボナを経て組織へ向かい、覚醒したヒステリアと闘うミリアをサポートした。組織崩壊後はラボナに向かいエウロパと交戦した。
ニーナ
ナンバー9の戦士。北の戦乱のあと、ニーナ隊の隊長として数名の戦士を率いて北の地を担当していた。一桁ナンバーの戦士の中でもエリート意識が非常に強く、僻地である北の地での任務に露骨な不満を漏らし、後にニーナ隊に配属されたクラリスを「できそこない」と呼んで完全に無視するなど素行面の問題が多い。
しかし戦闘においては一桁ナンバーとして十分な実力を有しており、一度捕捉した妖気が消滅するまで自動的に追い続ける秘剣「影追い」を特技としている。
ラフテラ
ナンバー10の戦士。オールバックのロングヘアが特徴。戦士の中で唯一妖魔ではなく戦士と戦うことを想定して訓練を積んだ「対戦士用」の特殊な戦士で、対象の妖気と同調することで距離感などを狂わせたり幻覚を見せる特異な能力を持つ。
戦士の中でもより組織側に近い立場にあり、基本的には各地に配置される他の戦士とは異なり組織の本部に常駐。物語の後半では組織を襲撃しにきたミリアを他の戦士たちと共に迎え撃ち、上記の能力を駆使して追い詰めた。
常に淡々として無表情であるため感情が希薄で無機質な印象をうけるが、内心では妖魔ではなく仲間であるはずの戦士に剣を向けることを義務付けられた自らの立場に複雑な思いを抱いており、最終的には組織を離反しミリア側についている。
バイオレット
ナンバー11の戦士。赤壁の異名を持つが詳細は不明。
アビゲイル
ナンバー12の戦士。砂塵の異名を持つが詳細は不明。
レティシア
ナンバー13の戦士。刎頸（ふんけい）の異名を持つが詳細は不明。
リーナ
ナンバー14の戦士。組織の命を受け、消息を絶ったルネを捜索するため西の地を訪れていた。町に潜んでいた覚醒者に襲われた際、正体を隠そうとするユマによって気絶させられた。
ニケ
ナンバー15の戦士。防御型。北の地を任されていたアナスタシア隊のメンバーとして登場。非常に仲間思いな性格で、仲間を逃がすためなら自ら囮になることもいとわない。
テスラ
ナンバー16の戦士。
クラリッサ
ナンバー18の戦士。
ドミニク
ナンバー19の戦士。
ノーマ
ナンバー22の戦士
ミネルヴァ
ナンバー24の戦士。
キーラ
ナンバー31の戦士。北の地を任されていたアナスタシア隊のメンバーとして登場。
フィーナ
ナンバー38の戦士。攻撃型。上記のキーラと共にアナスタシア隊のメンバーとして登場。

### 訓練生
双子の戦士
アリシア・ベスで行われた精神共有実験の次世代タイプ。まだ訓練生であり完成してはいないが、ミリアの襲撃に対して迎撃用として投入された。
二人とも幼い少女ながら覚醒体で戦う術は既に獲得している。また、覚醒する側と心を受け持つ側とを瞬時に入れ替えつつ戦うなど、次世代タイプに相応しい進化を見せるが、弱点とされている片方が傷を負った際の動揺・激昂など精神の乱れは克服されていない。
覚醒体の実力は高く、組織からも期待されている。また、身体の一部のみを覚醒させて戦うこともできる。
ミリアの見立てでは実力はまだまだアリシア・ベスに劣るようであり、戦闘不能にするのは難しいが首を刎ねるだけなら容易いと評されている。ラフテラによって心を乱されたミリアに剣を突き立てるが、意図的に急所を外していた。
戦士の反乱では訓練生たちを引き連れて脱出する役割を担い、覚醒体の能力で組織の人間たちを攻撃する。その最中、捕われていたラキと遭遇し剣を交えるが、ラキが組織の男たちと違うと見抜き、戦闘を中止。ラキであれば、「人間が相手である限り誰にも負けない」と読み、訓練生の護衛を任せて屋外での戦闘に参加する。深淵喰いを退けた後、ロクサーヌと交戦。敵わずに負傷するが、無事生き残る。
プリシラから逃げ延びたルヴルの前に立ち、二度とこの地に干渉せぬよう警告する。

## 覚醒者

### プリシラ
声 - 久川綾
身長165cm（戦士時代） 右利き 元攻撃型
覚醒前
元々はテレサ討伐の直前にNo.2となった戦士。いずれはテレサを上回るといわれるほどの潜在能力の高さを期待され、戦士となって僅か数ヶ月という異例の短期間でNo.2まで昇格したが、それだけに仲間からは新人に合わせた態度や教育をしてもらえず、心構えなどの精神的な向上が出来なかったことから、後述の事件を引き起こす原因となった。自らの妖気をほぼ完全に封じ込めることができ、その状態で数十体の妖魔を切り伏せる等、早くも頭角を表し始めていた。妖魔討伐に強い使命感と誰よりも強い妖魔への憎しみを持ち、組織の掟を正義と強く信じ込んでいた。
印を受けてから数ヶ月後、その潜在能力と妖気を抑え込む能力を買われてテレサ討伐の一員に選ばれるが、経験と地力の差から切り伏せられる。その際、テレサに情けを掛けられたことで激昂し、妖力解放の限度を超え覚醒者となった。
南の地の出身。山の奥深くにある村で育った。その村で妖魔が潜んでいることが判明すると、『各家族を隔離し、妖魔を特定する』という方法を行う。そして、父に擬態した妖魔によって家族を食い殺され、その妖魔を殺害（アニメでは、その時のシーンが回想として描かれ、姉を食べている隙に背後から斧で殺害）したという過去を持つ。プリシラの家から腐臭が漂うと、疑念から確信へと変わった村人達は恐怖によって近寄ることもせず、外から配給されるはずだった食料も途絶えてしまった。しかし、1ヵ月間も家に閉じ込められていたプリシラは、肉体的な衰弱も外傷もなかったという。その理由については、今際の際のプリシラの回想で遠まわしにだが語られている。
覚醒後
覚醒体は額から一本の角が突き出し、飛行できる翼を持っている。テレサを上回ると期待された潜在能力を解き放つかのように覚醒したその力は覚醒者の中でも最高位。普段の力も充分に凄まじいが、負傷すると防衛本能からかさらに凄まじい妖力や再生力、破壊力を発揮し、その力は深淵の者すら圧倒し「深淵を超える者（化物）」と呼ばれている。
覚醒したその場でテレサの首を刎ね、さらにソフィアとノエルを殺害、イレーネにも重傷を負わせたが、何故かクレアには見向きもせずにその場を去った。その後は北の地で食欲に任せて好き放題暴れていたが、そこでも少女だけには全く危害を加えなかった。
4つ目の街を滅ぼした所でイースレイに発見されて戦うことになり、以後イースレイと行動を共にするようになる。この時の戦いで記憶喪失と幼児退行を起こしており、そのせいか発する言葉が端的で、行動にも不可解な点が見られる。その後、イースレイの手下が滅ぼした街で偶然出会ったラキと出会ったことで一部の記憶を取り戻し、3人で行動を共にしていた。イースレイと別れて以降もラキと共に旅を続けていたが、その数年間は何も口にしていない為体が小さくなり、身長もラキの腰までしかない状態となっていた。しかしルシエラ×ラファエラが覚醒した際に各地に放射された断片からそれまで捜し求めていた「匂い」を感じ取り、そこに辿り着き失くした記憶を取り戻すべく、断片に侵食されかけていたラキを助けたあと彼から離れ、その途中でアリシアとベス、更にリフルを倒しクレア達の前に現れる。ラキから離れる際には縮んでいた身体が元に戻っており、話す口調も大人びたものに変わっている。
断片によって暴走したダフとの戦いによって、全ての記憶を取り戻し、「あいつ（テレサ）をもう一度殺せる」と息巻くも、時を同じくしてクレアが暴走したルシエラ×ラファエラに吸収されてしまい、狙った獲物を奪われた格好となった彼女は怒りルシエラ×ラファエラに攻撃するが、そのままルシエラ×ラファエラとクレアの融合体と同化し、封印される。後にラキの呼び掛けにより融合体からクレアが分離したことにより封印が解かれる。すると、周囲にいた戦士や聖都ラボナの人間を襲うこともなく、覚醒者達のもとへ現れ、何体かを惨殺した。その際、ルシエラ×ラファエラとの内なる闘いを続けていたが勝利し、ルシエラ×ラファエラを吐き出した。そのまま『西の深淵に近い別の何か』と戦闘。一時は劣勢となったが、人間体に戻り、体内から取り出したクレイモアで切り刻み勝利する。その後、戦闘を傍観していたルヴルとダーエの前に現れる。その時、ダーエに自ら忘れていた忌まわしい過去を語られそうになり斬殺するが、事切れる前のダーエから、プリシラの人としての意識が覚醒の際に、少女(=後に戦士となる存在)を見えなくする呪いをかけていた、という推測を聞き自分が無意識にクレアやテレサを追い続けていた意味を理解する。
直後現れたラキに対して、戯れにラキの力に合わせて戦い、やはり戯れに殺さない程度に切り捨てる。そこに戦士たちが現れ、今度はNo.2時代の力で戦う。クレアの高速剣やミリアの限界を超えた幻影をもってしても傷一つ負わず、クレアが戦意喪失しかかっていることを見抜いた。その後到着した覚醒者たちの攻撃を受け、やや苦戦するそぶりをみせたが、それも戯れだった。完全な覚醒体になった後、タバサを切り刻み勝負を決めにかかった刹那、背後からラキの攻撃を受ける。そこに生じた隙をつかれクレアの高速剣で全身をバラバラにされ倒される。
しかし意識がそれでもなお残り、大きく心を乱されながらもカサンドラを内部から乗っ取って食い尽くし復活、カサンドラの能力を用いて覚醒者たちを吸収し、戦士たちを襲う。クレアが蘇らせたテレサに対し激しい憎悪と、死を望む心とが入り混じった状態で襲い掛かり、最後はそれらをすべて受け止めてくれたテレサに感謝しつつ、消滅した。
アニメでの設定
ピエタ市街に入った直後、半覚醒状態のクレアの妖気からテレサを思い出し、恐怖と怒りから覚醒体に変貌する。火山帯での戦闘でミリアを圧倒するが、妖魔は自分だといわれ激昂、最強形態に変貌する。しかし覚醒寸前のクレアに重傷を負わされ、止めを刺されようとするところをラキに情けをかけられ、結局イースレイに助けられる。
テレサの首を刎ねたのはプリシラ自身であるが、テレサへの恐怖が身に染みついていることを表す描写が多い。

### 深淵の者
歴代ナンバー1戦士の覚醒という、組織において最悪の事態によって生まれた最強の覚醒者たちの通称。作中では、後述する3体の深淵の者が島の西・北・南をそれぞれのテリトリーとし、お互いに睨み合うことで力の均衡を保っている。
西のリフル
声 - 水樹奈々
元攻撃型
女戦士の初代ナンバー1にして、歴代最年少でナンバー1の座に上り詰め、そして歴代最年少で覚醒した深淵の者。西の地をテリトリーにしていることから、組織からは「西のリフル」と呼ばれている。
普段は長い黒髪をなびかせた小柄な少女の姿をしており、いたずらっ子のような無邪気な振る舞いを見せているが、本性は冷酷かつ残忍。仲間を増やすという名目で戦士を捕えては拷問し、強制的に覚醒させるも弱ければ即処分という非情な行いを繰り返していた。
戦士になったばかりの頃に当時No3だったダフと出会って惚れられ、現在は自分の男として傍に置いている。時々彼の頭の足りなさに呆れつつも自分を「受け止めることができる」存在と大事に思っている。二人で危機に陥った際はお互い必死に助けようとするなど、かけがえの無い存在。人間の姿は長い黒髪の小柄な少女。アニメ版ではあっけらかんとした明るい口調で喋るのが特徴。
覚醒体は黒い触手の集合体のような体で、人型の上半身から無数の帯状の触手が生えている。巨体に係わらず動作は極めて素早く、柔軟な動きとは裏腹の硬い皮膚を備える。また、戦士の技及び特性を一瞬にして見破るなど優れた洞察力を持つ。
覚醒から長らく目立った動きを見せなかったが、イースレイの動きに触発され彼に対抗するべく動き出す。ジーン率いる覚醒者討伐隊を捕らえ、ダフの激しい拷問によって強引に覚醒させて手駒にしようとするが、クレアとガラテアの介入を受けて一時見逃すことにした。北の戦乱後、南下するイースレイの真意を看破し、ルシエラとの戦いで消耗したイースレイを仕留めるべく南の地へ赴くが、プリシラの実力を見抜き戦わずして引き返す。その時ラファエラとルシエラの融合体を発見・確保し、プリシラとイースレイに対抗する為の戦力とする為、妖気感知・操作能力に長けたルネを捕える。ルシエラ×ラファエラが覚醒した後、遠方より様子を伺っていたところを深淵喰い、及びアリシア、ベスの襲撃をうけ混戦。ルシエラ×ラファエラの覚醒者射出の際、重傷を負ったダフを運びながら何とか逃走するが追いつかれてしまう。その後アリシアがベスのところへ向かったため難を逃れたかのように思われたが、アリシア、ベスを瞬殺し驚異的な速度で目の前に降り立ったプリシラに戦慄する。目の前でダフを嬲られ、激昂してプリシラに襲い掛かるも敵わずダフの目の前で惨殺された。
イースレイ
声 - 遊佐浩二
元攻撃型
男性が中心だった戦士黎明期の初代No.1で「白銀の王」の二つ名を持っていた最初の「深淵の者」。極寒の北の地アルフォンスを支配していることから「北のイースレイ」と呼ばれていた。人間の姿では長髪の美形の青年。
戦士時代からNo.2以下を大きく上回る実力者で、責任感も強く、次々と覚醒していく仲間たちを始末するために自らの意思で覚醒。しかし覚醒後は他の覚醒者と同様の道を歩んだ。No.2リガルドと戦い圧勝、以後彼を始め多くの覚醒者を束ねて北の地に潜むが、群れるのは実はあまり好きではない、とのこと。
覚醒体はギリシア神話のケンタウロスを彷彿させる半人半馬の姿。両腕を槍、斧、盾、弓矢、鉤爪など様々な武具に変形させる事ができ、大剣や矢等の武器を生成することも可能。また、かなりの巨躯であるにも拘らず、リガルドを上回る素早さを有する。
北の地で好き放題に暴れていたプリシラの元へ向かうが、その時の一戦でプリシラには勝てないことを悟りプリシラの軍門に降る。プリシラの軍門に降った時期から行動が活発になり、手駒の覚醒者を使って南下を開始する。プリシラが倒される僅かな可能性を絶つべく南下しルシエラと激突、地形が変わるほどの激戦の末、敗走に追いやる。
また、北の地でプリシラに懐かれたラキを引き取り剣術を教えていた。当初はプリシラを利用するための打算だったが、やがて利用は不可能と察したのか、プリシラを殺すためにラキを利用しようとする。しかし日毎に成長するラキや、深層意識で死を望んでいるプリシラと長年過ごすうちに本気で二人を家族と考えるようになり人間のような穏やかな生活を望むようになる。
ルシエラとの戦いで組織が彼の肉片を手に入れた為、以降深淵喰いに付きまとわれることとなる。その頃からラキにプリシラを託し、実質的に自分がおとりになって二人を逃がしている。別れ際、ラキにプリシラを倒す秘策を授けた。南の地で単独行動をしていたが深淵喰いとの対決を避ける為、人間体で町に潜んでいた時に現れたヘレン達と戦闘になり、深淵喰いに居場所を気付かれてしまう。その後深淵喰いとの戦闘になるが長年による断続的な深淵喰いの攻撃に疲弊が大きく奮戦虚しくラキやプリシラと共に生きることを切望しながら命を落とす。
アニメでの設定
クレアとプリシラの戦いを見物していたが、決着を確認後プリシラを取り戻す。また、最初の登場時にはエンドロールに『長髪の男』とクレジットされていた。
南のルシエラ
元攻撃型
南の地を支配している女性覚醒者。普段はひらひらとした豪華なドレスを着たツインテールの女性の姿をしている。
覚醒体は二本の尻尾と二つの口を持った人型の獣の姿で、身体の任意の場所に口を生成させ触れたもの全てを飲み込んでしまう力を持つ。
No.5ラファエラの実の姉で、かつて精神共有実験中にラファエラの妖気同調から離脱し、覚醒状態で暴走。組織を壊滅寸前にまで追い込んだ後に南の地に居つく。北の戦乱後、リフル同様に南下するイースレイの真意を看破し、南の地の覇権をめぐってイースレイと対決するも、覚醒体を維持出来ないほどに力を使わされたことで敗走し、追跡してきたラファエラの手で止めを刺された。その瞬間にラファエラが自身の生命力を彼女に注ぎ込み、結果二人の身体は融合し外部からの刺激に全く反応しない程の深い眠りについた。再び意識が戻ればルシエラとは違う深淵クラスの力を持った「何か」が誕生するとリフルは推測していたが、後にその推測をはるかに上回る力をもった融合体として覚醒する。なお、覚醒直前のクレア・ラファエラのやり取りから、「ルシエラ」としてはラファエラに止めを刺された時点で死亡していた模様。
ルシエラ×ラファエラ
ルシエラとラファエラの融合体。人間形態は不明。テレサ・クレア像のような姿をしており、妖気ではリフルやイースレイを軽く越える。感情等は一切なく、口から自らの杭状の断片を打ち出すことを命が尽きるまで繰り返す。断片は射出後、杭状から、ルシエラの覚醒体に酷似した姿になり、周辺にあるものを破壊し続ける。本質は生命体ではないため、頭部を失っても活動し続けることが可能である。また、他の生命体に杭状の物質を射出し、寄生することによって、エネルギーを奪うことができる。プリシラから逃げるためデネヴが3度目の断片放出を試みた際にプリシラの手により瞬殺されたかに思われたが、その後触れたものの命を喰らう「生命の捕食者」として完全覚醒し、クレアとプリシラを取り込んでしまう。その後復活したプリシラとの内なる闘いを繰り広げていたが、「西の深淵に近い別の何か」が現れ、襲撃を受ける。「深淵を超える者」を２体同時に相手するには、力及ばず闘いに破れ、プリシラの体から、吐き出されてしまう。その後、「西の深淵に近い別の何か」に吸収される。
西の深淵に近い別の何か
プリシラと同じく「深淵を超える者」。見た目は人間体のリフルに似ているが、幼い口調（ダフのように台詞表記に漢字が使われていない）で話す。覚醒体のリフルとダフの能力を併せ持っている。死んだリフルの下半身から突如現れ、ラボナ周辺でプリシラと闘う。プリシラの攻撃すらも吸収し、一時は優勢を保っていたが、結局は敵わずに切り刻まれた。
雑誌掲載時の見出しには「深淵の嬰児（みどりご）」と表記されていた。

### 深淵の者に係わる覚醒者
ダフ
声 - 浜田賢二
西の地を統べる深淵の者リフルの傍らに常に付き従っている男性覚醒者。元攻撃型。
男時代のNo.3で、リフルが相棒としている覚醒者。人間の姿は大柄な体格の男性。知能はあまり高くなく愚鈍な印象を受けるが、組織の記録では戦闘センスそのものは高く危険な存在とされている。戦士時代に出会った日からリフルに惚れ込んでおり、彼女を馬鹿にする者には容赦がない。リフルが危機に陥った時は自分の命を顧みずに守ろうとするなど、その愛情は深い。覚醒体は外皮が極めて硬く、屈指のパワーとタフネスを誇る。自らの体組織の一部を鉄柱状に生成して指先や口腔内から射出でき、並の覚醒者なら軽く一蹴する。頑丈な反面、覚醒者としては回復力が低く、傷の回復や肉体の再生にはかなりの時間を要する。戦士時代はイースレイやリガルドとは仲が悪かった。また、No.4クロノスをはじめとする戦士たちの覚醒への対処として集まった際、戦士になったばかりのリフルと出会い一目惚れするも軽くあしらわれていた。
覚醒後はリフルに従い、ジーン率いる討伐隊を拉致し、強引に覚醒させようとする。ガラテア、クレア、ジーンを相手に終始圧倒するが、ジーンの一撃により喉を突き破られリフルに救出される。
北の戦乱以後もリフルと共に行動していたが、遭遇した深淵喰いやアリシア、ベスとの戦い、ルシエラ×ラファエラの覚醒者射出により重傷を負う。その後目の前でリフルがプリシラに殺され、わざとルシエラ×ラファエラの断片を受け自我を奪われながらも覚醒しプリシラに復讐しようとしたが、結局完全覚醒したプリシラによって倒された。
ピエタを襲った覚醒者たち
北の戦乱において、集まった戦士たちが滞在していたピエタの街を襲撃したイースレイ配下の3人の男性覚醒者たち。
巨人型
声 - 山口勝平
鎖のような6本の触手を備えた覚醒者。ミリアチームと交戦し、あっけなく倒された。
アニメ版のエンドロールでは『男覚醒者3』とクレジットされている。
トカゲ型
声 - 檜山修之
甲羅を背負ったトカゲのような姿をした覚醒者。妖気の感知能力に長け、さらには同調した他人の妖気を操作し、動きを止めたり同士討ちさせるなどの技を得意としている。
この妖力能力を駆使してフローラチームとウンディーネチームの2チームを相手に渡り合った。
アニメ版のエンドロールでは『男覚醒者1』とクレジットされている。
昆虫型
声 - 大友龍三郎
人の頭が生えた昆虫のような見た目をした覚醒者。体の上下に鎌を備えた腕を10本持ち、ジーンチームとベロニカチームを相手に戦った。
アニメ版のエンドロールでは『男覚醒者2』とクレジットされている。
リガルド
声 - 優希比呂
イースレイ配下の男性覚醒者。人間態は黒髪の優男の姿をしているが、覚醒すると獅子頭の獣人のような姿になる。運動速度はミリアの幻影と同等なほど速く、触手のように伸縮自在の爪は戦士を一瞬で両断してしまう鋭さを持つ。物静かで丁寧な物腰から一見すると理性的な人物に思えるが、イースレイ曰く「一度火が点いてしまったら止められない一番手」。北の戦乱においては彼の命を受けてピエタを襲撃。圧倒的な実力で一桁ナンバーを含めた戦士たちを次々と殺害した。
現在でこそイースレイの忠実な側近として振る舞っているが、戦士時代はナンバー2としてナンバー1のイースレイに一方的な敵対心を燃やしており、何かにつけてつっかかるなど非常に仲が悪かったという。しかしお互い覚醒した後に自ら仕掛けた戦いで完膚無きまでに叩きのめされ、イースレイとの力の差を思い知らされてからは素直に服従している。
上記の出来事があったためか、戦士時代に付いていた“獅子王” という異名で呼ばれることを現在では嫌がっている。
アニメでの設定
アニメでは、両脚のみを覚醒させたクレアに倒された。

### 蘇った歴代のNo.1（新たなる深淵の者）
組織の科学者ダーエが「愛すべき作品」として保存していた歴代のNo.1戦士の死体に、ラキから回収したプリシラの肉片を埋め込むことで再び戦士として蘇った者達。ただしダーエによれば一度死んだ戦士本人が「生き返る」わけではなく、あくまで彼女らの生前の姿を借りた別人（ただし個人差はあるものの生前の記憶もある程度保持している）であり、元々覚醒することを前提として組織に反乱を起こしたミリア達との戦いに投入された。ダーエ個人としては彼女らを覚醒させ新たなる「深淵の者」にすることで、埋め込んだ肉片の持ち主であるプリシラ本人が姿を現すのでは、との目論みがあった。
ヒステリア
歴代ナンバー1戦士の中で最も美しい技を持つと言われながら、最も忌まわしい最期を遂げたことで知られる元ナンバー1戦士。後に「ロクウエルの丘の戦士の大量虐殺」と名付けられたその凄惨な幕引きは、現世代の戦士の間でも語り継がれているほどである。
妖力を急激に開放することで瞬間的な超スピードを生み出し、目にも留まらぬ速度ですれ違いざまに相手を斬りつけるという技を得意としており、まるで相手の体をすり抜けているかのような華麗さから“流麗”の二つ名がついたと言われている。
ちなみにこの技の原理はミリアが使う“幻影”とほぼ同じものであるが、その速度と精密さはミリア以上であり、実際に技を受けたミリアをして「嫉妬すらする」と言わしめるほどであった。
ダーエの手で蘇ったあと、ミリアたち全戦士の反乱の場に組織側の戦力として参戦。“流麗”の剣技で現世代の戦士たちを圧倒するが、ミリアの捨て身の一撃で致命傷を負い絶命する。
しかしその直後、完全に息絶えていたにもかかわらず覚醒。針金のように細く尖った脚が無数に生えた下半身に、巨大な翼を背中に生やした両腕の無い女性の上半身という異形の姿へと変貌してしまう。
覚醒したことで極限までスピードに特化したヒステリアの力は圧倒的であり、ミリアたち北の生き残りと現世代の一桁ナンバー数名をまとめて相手にして尚も圧倒する程だった。
しかし、最後はミリアに挑発されて自ら覚醒ロクサーヌと覚醒カサンドラの戦いの渦の中に飛び込み、前を行くミリアに追いつけない屈辱に気を取られていた隙にロクサーヌとカサンドラの流れ弾や触手を受けてしまい、それが致命傷となって死亡。
息絶える直前、朦朧とした意識の中でロクウエルの丘での惨劇を思い出しており、自分にトドメを刺したのは当時ナンバー4だったローズマリーであること、そしてトドメを刺される前に「微かに笑っていた戦士」によって深手を浴びせられ、それが敗北の決定的な要因になったことが語られている。
ロクサーヌ
歴代ナンバー1の中でもとりわけ不気味な経歴を持ち、組織の者たちからも「酷く手を焼いた」と語られている元ナンバー1戦士。二つ名である“愛憎”の由来は本人もよく分かっていないらしい。
特徴として戦士の中でも驚異的な妖気同調能力を有しており、まるで他の戦士の技を吸い取るかのように習得・成長することでナンバー35からナンバー1にまで登り詰めた。そのためか他の上位ナンバーの戦士のように象徴的な技は持っていないが、覚醒能力を有する双子の訓練生を相手に小細工無しで圧倒するなど、単純な地力の強さがある。
ダーエの手で蘇ったあと、ミリア率いる全戦士の反乱に際して組織側の戦力としてヒステリア、カサンドラと共に戦場に投入。ラフテラの妖気同調による妨害を受けながらも双子の訓練生を軽くいなしていた。
その後、生前の記憶を思い出して暴走・覚醒したカサンドラと交戦。覚醒した姿を見て嘲笑するも、一瞬で半身を消し飛ばされて戦闘不能に陥り、直後にヒステリアと同じくロクサーヌも勝手に覚醒してしまう。
覚醒後、空腹から手近にいた戦士を捕食しようとするがカサンドラに妨害されて再び交戦。鞭のようにしなり、ナイフ状の爪を羽のように生やした8本の腕を駆使して一時はカサンドラを追い詰めるも、最終的に敗北する。
カサンドラにトドメを刺される寸前、彼女から“最後の最後にあるべき覚悟の無さ”を指摘されており、不測の事態に備えようとするあまり、攻めるべきときに攻めきれず仕留め損ねたことが仇になった。
ちなみにカサンドラとは生前から面識があり、それどころか一時期はかなり親しい仲であったが、彼女の異質にして陰惨な戦い方を目撃したことで自身の役には立たないとして見限り、距離を置くようになった。
カサンドラ
組織が蘇らせたかつてのNo.1。組織の戦士の中では珍しく左利きの戦士である。頭を振り子にし、低い姿勢から地を這い顔を地面にこすりつけ相手の手足を斬り動きを封じるNo.1史上最も醜く最も陰惨な闘い方をする。「泥を咬み砂を貪るような技」ということからロクサーヌに、「塵喰いのカサンドラ」と命名された。
カサンドラは覚醒者討伐といえどもチームを組まず1人で挑み、どんな相手でも傷ひとつ負うことなく勝利していた。当時のNo.2でさえ実力に大差があると言われ、圧倒的な強さや謎に包まれた闘い方などから生前から神格化され、他の戦士から敬遠されていた。実際は技の異質さを見た仲間の戦士が次々に彼女から離れていくことによる孤独を隠すためのものであり、闘う姿を見られる事を嫌っている。ロクサーヌの見立てでは塵喰いの技を使わなければNo.5程度の実力。
戦士時代に当時No.35だった友の戦士をロクサーヌにより半ば愉快犯的に見殺しにされたことに激昂し、暴走。塵喰いの技を使い組織の戦士達を斬り伏せるも、ロクサーヌに大剣の柄を使って動きを止められ、妖力解放の限界を超えた時点で周りの戦士に八つ裂きにされた。全身に受けた傷は126に及んだが、それでも絶命まで数時間かかったとされる。
その後ダーエの手で蘇りミリア達の前に現れた際にはその時の記憶を失っていたが、戦いを続けるうちに記憶を取り戻しロクサーヌへの憎悪が蘇ったことで暴走し覚醒し新たなる「深淵の者」となる。仰向けになった巨大な人間の胴体を模した覚醒体から、先端に自身と同じ顔がついたろくろ首のような触手を地面すれすれに振るう戦い方でロクサーヌを標的に攻撃、ロクサーヌも覚醒し戦闘となるが、最終的にロクサーヌを触手で貫き、彼女の身体を一片残さず喰らいつくした。闘いの後は残った戦士たちを襲うことなく、プリシラが封印されている融合体のあるラボナへ向かう。
その途中、カサンドラの足を止めようとする戦士・覚醒者達と戦闘になる。カサンドラから具象化したプリシラを討ち取られたことにより、その支配から解放された。そして、覚醒者達を「倒すべき敵である」と自らの意志で攻撃を始め、その圧倒的な力を見せる。戦士たちの作戦でプリシラのもとへ導かれ、集団でプリシラを襲う。戦いの中、唯一苦戦する描写がなかったが、クレアの高速剣で重傷を負ったプリシラにその存在を根こそぎ喰らわれる。しかし、蘇ったテレサの一喝でプリシラから分離、戦士の姿になってテレサと戦う。塵喰いの技を存分に使い満足したところで、テレサに礼を言いながら切り捨てられた。

### ラボナ周辺に集まった覚醒者
物語終盤、「深淵を超える者」と目されるプリシラの復活を見物するためラボナ周辺に集まった覚醒者たち。復活直後のプリシラの無差別攻撃により半数以上が倒され、その後生き残った9体の覚醒者（エウロパのみ途中で逃走）はミリアの策に乗り、カサンドラと闘う。
クロノス
元No.4の男の覚醒者。残り僅かな男性覚醒者の生き残りであり、同じく男性覚醒者のラーズと共にラボナ周辺へプリシラ見物にやってきていた。
覚醒体はドレッドヘアのような触手を頭に持つ巨人のような姿。見物に集まった覚醒者の中でも一二を争う実力者であり、復活直後のプリシラの暴走も難なく逃げ切り、その後のカサンドラ戦でもオクタビアと共に最後まで戦い抜いた。カサンドラとの戦いに参加する直前、ラボナにて戦士達の戦いを見守っていたラキに近づきラキ自身がプリシラとの戦いの「鍵」を握る存在だと述べている。その後、最強の覚醒者であるプリシラに支配されたくない考えからミリア達と共に打倒プリシラを目指す。ラーズがカサンドラの攻撃で命を落とし敵討ちを考えるが、オクタビアに諭されプリシラ戦に向かう。カサンドラを吸収したプリシラに攻撃するも同様に取り込まれ、戦士たちを襲いはじめる。しかし蘇ったテレサの一喝で我に返り、最後はこのまま死んだのではラーズに顔向けができないとプリシラに抵抗しながら散った。
オクタビア
元No.2の覚醒者。通称「沛艾のオクタビア」。「深淵を超える者」であるプリシラを興味本位で見物にラボナ周辺に集まった覚醒者の一人である。
最強の覚醒者であるプリシラに支配されることを恐れ、ミリアが提案した打倒プリシラ作戦に参加する。
沛艾とは「気性の荒い馬が跳ねて暴れること」で、覚醒体はその名を示す通り馬のような形をしており、両手は触手に変形し、相手を切り刻んだり捕らえたりすることができる。カサンドラの予想以上の実力で戦いが膠着状態となる中、クレアの案に賛同しプリシラ戦に向かう。カサンドラを吸収したプリシラに攻撃するも同様に取り込まれ、戦士やラキを襲いはじめる。しかし蘇ったテレサの一喝で我に返り、最後はプリシラに抵抗しながら散った。No.2であることには誇りを持っていた、と語っている。
ラーズ
元No.6の男の覚醒者。残り僅かな男性覚醒者の生き残りであり、同じく男性覚醒者のクロノスと共にラボナ周辺へ見物にやってきていた。普段はクロノスと行動を共にし、彼の側近かのような振る舞いをしている。覚醒体は手足が長い肋骨がむき出しになったようなの細身の人型で速度に長けている。
復活したプリシラの暴走をクロノスと共に難なく切り抜けたあと、ミリア達と共闘することを決めたクロノスの意思に従い他の覚醒者たちと共に覚醒カサンドラと対峙。しばらく奮戦するも、覚醒カサンドラの塵食いによって切り刻まれて絶命した。
エウロパ
プリシラ復活を見物に来ていた覚醒者のひとり。復活直後のプリシラの暴走を切り抜けたあと、プリシラを倒すために戦士たちと共闘することを決めた他の覚醒者に混じって覚醒カサンドラと対峙する。しばらく攻撃を加えていたが、突如として繰り出された塵食いの技によって首を切られ絶命……したかに見えたが、遅れて戦いに参加してきたクロノスによって正体をバラされてしまう。
彼女の戦士時代の異名は「怠惰のエウロパ」。極度の面倒くさがりであり、戦いに飽きてしまうと死んだフリを決め込んで戦闘を放棄することからその異名が生まれたという。事実、覚醒カサンドラとの戦闘で首を切られたのはワザとであり、他の覚醒者が軒並み完全覚醒する中で一人だけ部分的な覚醒に留めるなど、そもそも最初からやる気を出していなかった。覚醒体は球体のような体に鋭利でムカデのような触手が複数生えている。
クロノスによって死んだフリをバラされたあと、エウロパは仕方なく完全覚醒してクロノスやオクタビアと共に覚醒カサンドラと再び対峙。しばらくは真面目に戦っていたが、今度は空腹を理由に戦場から逃走、未だラボナに残っている兵士たちの内臓を狙ってラボナを襲撃し、ガラテアを始めとした新時代の戦士たちと戦う。

### その他の覚醒者
パブロ山の覚醒者
声 - 宮本充
組織設立当初に作られていた男の戦士の覚醒者。6本の腕を持ち、高い再生能力を有する。覚醒前はそれなりの実力者だったようで、デネヴ、ヘレン、クレアの3人を圧倒し、さらにミリアをも追い詰めるが、クレアの妖気を読む戦い方に逆に追い詰められ、クレアとミリアによって倒された。
ミリアの言葉によると、裏で組織とつるんでおり、組織にとって不都合な存在となった戦士を始末していた可能性がある。ミリアの通り名を知っていたことから組織の情報も得ていた模様。
ヒルダ
声 - 松下こみな
元攻撃型
ミリアと最も親しかった、かつてのNo.6の戦士の覚醒者。ミリアと同期でありながら、先に一桁ナンバーまで登り詰め、ミリアは彼女に憧れに近い感情を抱いていた。自身が覚醒する前にミリアに殺されることを望みオフィーリアに黒の書を託すが、オフィーリアに破り捨てられてしまったため覚醒。後にミリアによって止めを刺された。覚醒体となっても力に溺れることなく、自らミリアに討たれることを望んでいたかのようであった。彼女の覚醒がミリアに組織への復讐を決意させるきっかけとなった。
備考
当初原作では名前が発表されていなかったが、アニメで彼女の名前が公表された為か、番外編で彼女とミリアの過去の話が描かれ原作でも名前が登場することになった。
ゴナールの町の覚醒者
声 - 茅原実里
元1桁ナンバーの戦士の覚醒者。人間形態は長い黒髪の女性。腕や髪の毛が変化した無数の触手を持っている。たった半日でゴナールの町を廃墟に変えてしまった。オフィーリアを捕らえ首を折った事で油断し、騙し討ちを受けて倒された。
オフィーリア
#オフィーリアの項目参照。
北の地の残党
北の戦乱後、北の地の山中に住んでいた3体の覚醒者。素早さに優れた6本足の昆虫のような覚醒者、ザルツという名前の肩から背中にかけて数十本のとげが生えた覚醒者、2本の角と縦に割れた口を持つ鬼のような風貌の覚醒者の3体。覚醒者討伐のためにやって来たニーナたちを返り討ちにするが、止めを刺す前にミリアたちによって倒される。
ローズマリー
元攻撃型
テレサの台頭によってNo.2に降格させられた、元No.1の戦士の覚醒者。No.1としてのプライドが非常に高かったため、No.2への降格がどうしても納得出来ず、No.1の地位を奪ったテレサを恨み続けていた。覚醒した後もテレサへの対抗心が消えることは無く、覚醒した後にテレサに戦いを挑んだ。黒の書でテレサを指名し、自身の元におびき寄せて襲い掛かるが、妖力解放したテレサに斬殺された。No.4であった時、ロクウエルの丘で暴走した当時のNo.1ヒステリアを仕留め（既に「微かに笑っていた戦士」に深手を負わされていたが）、彼女に止めを刺している。降格したとはいえ元No.1という経歴から、覚醒後は深淵の者に並ぶ力を手に入れたはずであるがテレサには全く通用せず、逆に自身が彼女の妖力解放に驚きつつ前述の通り斬り捨てられることとなった。
アガサ
元No.2覚醒者。通称「鮮血のアガサ」。聖都ラボナに潜伏し、自らの足が付かぬように極力食欲を抑えつつ捕食を繰り返していたが、強力な覚醒者が潜伏していることを看破したガラテアの策で強力な戦士ミアータがラボナにやって来たことで正体を現した。
覚醒体は、8本足の巨大なクモのような覚醒体と人間体が、人間体の髪の毛が変化した触手によって連結している姿。人間体の頭部が急所であり、ここを傷付けられなければ人間体の首を切断されても直ぐに再生する。覚醒体との連結部分である髪の毛を切られても直ぐに繋ぎあわせることが出来る。また、人間体を覚醒体で包みこむことで巨大な人型の姿にもなれるが、この場合も急所は人間体の頭部である。
ガラテア達を追い詰めるが突如として現れたクレア達によって倒される。

## 妖魔
ザキに化けた妖魔
声 - 石田彰
ラキの故郷であるドガの村に現れた妖魔。最初にラキの家族を食い殺し、ラキの兄であるザキに化けて数回の食事を繰り返した。この妖魔がザキに化けた為、ラキはドガの村から放逐される事となった。
クレイモアに化けた妖魔
声 - 佐々木優子
ドガの村を放逐されたラキの前に姿を現した妖魔。クレアが討伐依頼を受けた妖魔であり、ラキを人質にする為にクレイモアに化けて接近を図った。だが、自らクレイモアと名乗ったためラキに正体を見破られた。何故クレイモアに化ける事が出来たのかは不明。
大聖堂の妖魔
声 - 河本邦弘
ラボナ大聖堂に潜伏していた妖魔。大聖堂に保管されている遺体（ミイラ）に擬態し、擬態を維持するため夜な夜な捕食を繰り返していた。他の妖魔に比べるとかなり大柄。クレアが半覚醒者に変化する要因になった妖魔。
リロに化けた妖魔
7年後にラキの故郷であるドガの村に現れた妖魔。リロという村人に化け村に恐怖を蔓延させていた。しかし妖気を読めるプリシラを連れたラキに倒される。

## 組織
リムト
声 - 野沢那智
スタフの地に存在する半人半妖の戦士を生み出す「組織」の長。ミリアによって首を討ち取られる。
ルヴル
声 - 平田広明
クレアを始め、様々な戦士に指令を与える組織の連絡員。黒ずくめで黒メガネをかけており神出鬼没。膨大な情報を所持しており、読者の解説役のような存在でもある。妖気を隠しているクレイモアを探し当てたり、何十年も姿が変わらないなど数多くの謎を秘めている。組織内ではそれなりに発言権を有する。クレア、ラファエラを担当。クレアに対しては「気にいっている」と発言している。
実は戦火の大陸で組織が属する陣営と敵対する側から送られた工作員であり、ミリアに戦火の大陸の情報を教えたのも彼である。そのため組織にとって重要な研究成果となり得る「半覚醒」の事実を掴みながら報告しなかったり、ミリアらに情報を与えて離反を促すなど、組織の不利益になる行動も多い。クレアと再会した際に自分達の目的や、リフルの目的等の情報を彼女達に伝えた。
組織崩壊により自身の役目は終わったはずだが、興味本位でダーエに同行しプリシラの下に向かった。プリシラから逃げ延び戦火の大陸に戻る途中、双子の戦士からミリアの言葉を伝えられる。
エルミタ
声 - チョー
ルヴルと同じ組織の連絡員。ガラテア、オフィーリア、ミリアを担当。
オルセ
声 - 大塚芳忠
テレサを担当していた組織の連絡員。現在でも存命かは不明。
ラド
クラリス、ミアータを担当する組織の連絡員。眼に瞳が無く、金属製のバイザーのようなものを身に付けている。クラリスにミアータの補佐を命じる。
ダーエ
組織の研究者。顔の左半分がただれたようになっている。何らかの手段で身体改造を施しており（本人曰く「身体はつぎはぎ」）、致命傷を受けても常人より長く意識を保てるほどの持久力を持っている。深淵喰いを生み出したほか、「回収部隊」を引きつれ、ルシエラ×ラファエラもしくは、それから放たれた素体を組織に持ち帰ろうとしている。他にも戦士たちを使って多くの実験を行っており、自身に報告がなかったが「半覚醒」もその成果の一つ。組織や本国よりも自らの研究が大事なようで、有能だが煙たがられている。歴代のNo.1戦士を自らの誇るべき作品であり愛すべき研究対象であると主張し、欠損の少ない死体を自室においており、プリシラの体の一部を使って、そこから3体のNo.1を蘇生させた。
組織崩壊後、ルヴルと共にカサンドラの後を追い、ラボナ近郊でプリシラと西の深淵に似た別の何かとの戦闘に立ち会う。それに勝利したプリシラに胴体を輪切りにされ下半身を食われてしまうが即死せずに意識を保ち、彼女に失われた記憶と呪いについて自身の見解を語った。その後「とどめが欲しいならさしてあげる」と言ってきたプリシラに「クレイモアでなく(自身の技術の最高傑作である)お前自身の肉体をもって人生の幕としたい」と懇願。「研究者として至高至福」と言い残しながら望み通り頭を踏み潰されとどめをさされた。

## 聖都ラボナ
ヴィンセント
声 - 矢島正明
ラボナ大聖堂の司祭。妖魔の出現を受け、掟破りと知りつつも「組織」にクレイモアの派遣を依頼する。北の戦乱から7年後のラボナは、彼の働き掛けによってクレイモアへの排斥行動が以前よりも緩和されている。
ガーク
声 - 堀江一眞
ラボナ大聖堂の兵士。聖都ラボナの剣を振るう大柄な男で、剣の腕はかなりのもの。正義感は強いが、クレイモアを嫌い自身達で妖魔を仕留めると宣言するが敵わず、仕方なく囮となりクレアを助けた。クレアを護ると誓ったラキを見て、妖魔討伐後己の剣をラキに託した。
北の戦乱から7年後の現在では兵士達を指揮し、アガサと戦った。ガラテアの呼びかけでラボナの住民が避難を始めてからは「街を守るため」として一部の兵と共にラボナにとどまる。が、それは建前にすぎず、覚醒者たちが捕食行動に出た際に、避難中の住民が襲われないよう囮役になるためだった。
シド
声 - 吉野裕行
ガークとコンビを組んでいるラボナ大聖堂の兵士。投げナイフが得意。ガーク以上にクレイモアを毛嫌いしており、クレアにも罵声を浴びせる等の行動が目立ったが、自分達の力だけで妖魔を倒せなかったことからクレアを認め更にラキを激励した。原作ではクレアらが街を出る際に唇を奪っている。
北の戦乱から7年後の現在でも腕は健在で、ガークと共にアガサと戦う。ガラテアの呼びかけでラボナの住民が避難を始めてからも街にとどまり、残った兵たちを指揮している。

## その他の登場人物
盗賊の頭
声 - 関智一
テレサが「クレアが安心して暮らせる」と判断して置いていった山に囲まれたロクトの町を襲った盗賊団の頭。経緯は不明だが「クレイモアはいかなる理由があっても殺人を犯してはならない」という掟を知っていた。「隼の剣」と呼ばれる蛇腹剣を得物とし、一般人には全く見えない速度で剣を振り下ろすことができる。しかし、テレサには全く通用せず、部下共々呆気なく殺された。この事件をきっかけにテレサは組織を離反する。
リグ
声 - 佐藤銀平
盗賊団の一味。テレサに左手を誤って斬り落とされ、怨恨を抱いていた。ロクトの町の襲撃の際、逆恨みの如く幼いクレアに暴行したが、その行為によってテレサの怒りを買ってしまい斬殺された。